# Lijst van olympische medaillewinnaars gymnastiek (turnen)
Turnen is een van de drie disciplines binnen de olympische sport gymnastiek die op de Olympische Spelen worden beoefend. Deze pagina geeft de lijst van olympische medaillewinnaars in deze discipline.

## Mannen

### Brug
| Editie | Goud | Goud               | Zilver | Zilver              | Brons            | Brons                                            |
| ------ | ---- | ------------------ | ------ | ------------------- | ---------------- | ------------------------------------------------ |
| 1896   | GER  | Alfred Flatow      | SUI    | Louis Zutter        | details onbekend | details onbekend                                 |
|        |      |                    |        |                     |                  |                                                  |
| 1904   | USA  | George Eyser       | USA    | Anton Heida         | USA              | John Duha                                        |
|        |      |                    |        |                     |                  |                                                  |
| 1924   | SUI  | August Güttinger   | TCH    | Robert Prašák       | ITA              | Giorgio Zampori                                  |
| 1928   | TCH  | Ladislav Vácha     | YUG    | Josip Primožič      | SUI              | Hermann Hänggi                                   |
| 1932   | ITA  | Romeo Neri         | HUN    | István Pelle        | FIN              | Heikki Savolainen                                |
| 1936   | GER  | Konrad Frey        | SUI    | Michael Reusch      | GER              | Alfred Schwarzmann                               |
| 1948   | SUI  | Michael Reusch     | FIN    | Veikko Huhtanen     | SUI              | Christian Kipfer Josef Stalder                   |
| 1952   | SUI  | Hans Eugster       | URS    | Viktor Tsjoekarin   | SUI              | Josef Stalder                                    |
| 1956   | URS  | Viktor Tsjoekarin  | JPN    | Masumi Kubota       | JPN              | Takashi Ono Masao Takemoto                       |
| 1960   | URS  | Boris Sjachlin     | ITA    | Giovanni Carminucci | JPN              | Takashi Ono                                      |
| 1964   | JPN  | Yukio Endo         | JPN    | Shuji Tsurumi       | ITA              | Franco Menichelli                                |
| 1968   | JPN  | Akinori Nakayama   | URS    | Mikhail Voronin     | URS              | Viktor Klimenko                                  |
| 1972   | JPN  | Sawao Kato         | JPN    | Shigeru Kasamatsu   | JPN              | Eizo Kenmotsu                                    |
| 1976   | JPN  | Sawao Kato         | URS    | Nikolaj Andrianov   | JPN              | Mitsuo Tsukahara                                 |
| 1980   | URS  | Aleksandr Tkatsjov | URS    | Aleksandr Ditjatin  | GDR              | Roland Brückner                                  |
| 1984   | USA  | Bart Conner        | JPN    | Nobuyuki Kajitani   | USA              | Mitch Gaylord                                    |
| 1988   | URS  | Vladimir Artemov   | URS    | Valery Ljoekin      | GDR              | Sven Tippelt                                     |
| 1992   | EUN  | Vitali Tsjerbo     | CHN    | Li Jing             | CHN EUN JPN      | Guo Linyao Igor Korobtsjinski Masayuki Matsunaga |
| 1996   | UKR  | Roestam Sjaripov   | USA    | Jair Lynch          | BLR              | Vitali Tsjerbo                                   |
| 2000   | CHN  | Li Xiaopeng        | KOR    | Lee Joo-hyung       | RUS              | Aleksej Nemov                                    |
| 2004   | UKR  | Valeri Gontsjarov  | JPN    | Hiroyuki Tomita     | CHN              | Li Xiaopeng                                      |
| 2008   | CHN  | Li Xiaopeng        | KOR    | Yoo Won-chul        | UZB              | Anton Fokin                                      |
| 2012   | CHN  | Feng Zhe           | GER    | Marcel Nguyen       | FRA              | Hamilton Sabot                                   |
| 2016   | UKR  | Oleg Vernjajev     | USA    | Danell Leyva        | RUS              | David Beljavskij                                 |
| 2020   | CHN  | Zou Jingyuan       | GER    | Lukas Dauser        | TUR              | Ferhat Arıcan                                    |
| 2024   | CHN  | Zou Jingyuan       | UKR    | Illja Kovtoen       | JPN              | Shinnosuke Oka                                   |

| Land | Goud | Zilver | Brons |
| ---- | ---- | ------ | ----- |
| CHN  | 5    | 1      | 2     |
| JPN  | 4    | 5      | 7     |
| URS  | 4    | 5      | 1     |
| SUI  | 3    | 2      | 4     |
| UKR  | 3    | 1      | 0     |
| USA  | 2    | 3      | 2     |
| GER  | 2    | 2      | 1     |
| ITA  | 1    | 1      | 2     |
| TCH  | 1    | 1      | 0     |
| EUN  | 1    | 0      | 1     |
| KOR  | 0    | 2      | 0     |
| FIN  | 0    | 1      | 1     |
| HUN  | 0    | 1      | 0     |
| YUG  | 0    | 1      | 0     |
| GDR  | 0    | 0      | 2     |
| RUS  | 0    | 0      | 2     |
| BLR  | 0    | 0      | 1     |
| FRA  | 0    | 0      | 1     |
| TUR  | 0    | 0      | 1     |
| UZB  | 0    | 0      | 1     |

Meervoudige medaillewinnaars
| Succesvolste | Meervoudige                           |
| --- | ------------------------------------- |
| 2-0-1 Li Xiaopeng 2-0-0 Zou Jingyuan 2-0-0 Sawao Kato 1-1-0 Michael Reusch 1-1-0 Viktor Tsjoekarin 1-0-1 / Vitali Tsjerbo | 0-0-2 Takashi Ono 0-0-2 Josef Stalder |

### Paard voltige
| Editie | Goud        | Goud                                                | Zilver | Zilver                           | Brons            | Brons                             |
| ------ | ----------- | --------------------------------------------------- | ------ | -------------------------------- | ---------------- | --------------------------------- |
| 1896   | SUI         | Louis Zutter                                        | GER    | Hermann Weingärtner              | details onbekend | details onbekend                  |
|        |             |                                                     |        |                                  |                  |                                   |
| 1904   | USA         | Anton Heida                                         | USA    | George Eyser                     | USA              | William Merz                      |
|        |             |                                                     |        |                                  |                  |                                   |
| 1924   | SUI         | Josef Wilhelm                                       | SUI    | Jean Gutweninger                 | SUI              | Antoine Rebetez                   |
| 1928   | SUI         | Hermann Hänggi                                      | SUI    | Georges Miez                     | FIN              | Heikki Savolainen                 |
| 1932   | HUN         | István Pelle                                        | ITA    | Omero Bonoli                     | USA              | Frank Haubold                     |
| 1936   | GER         | Konrad Frey                                         | SUI    | Eugen Mack                       | SUI              | Albert Bachmann                   |
| 1948   | FIN         | Paavo Aaltonen Veikko Huhtanen Heikki Savolainen    |        |                                  |                  |                                   |
| 1952   | URS         | Viktor Tsjoekarin                                   | URS    | Jevgeni Korolkov Grant Sjaginjan |                  |                                   |
| 1956   | URS         | Boris Sjachlin                                      | JPN    | Takashi Ono                      | URS              | Viktor Tsjoekarin                 |
| 1960   | FIN URS     | Eugen Ekman Boris Sjachlin                          |        |                                  | JPN              | Shuji Tsurumi                     |
| 1964   | YUG         | Miroslav Cerar                                      | JPN    | Shuji Tsurumi                    | URS              | Joeri Tsapenko                    |
| 1968   | YUG         | Miroslav Cerar                                      | FIN    | Eino Laiho                       | URS              | Mikhail Voronin                   |
| 1972   | URS         | Viktor Klimenko                                     | JPN    | Sawao Kato                       | JPN              | Eizo Kenmotsu                     |
| 1976   | HUN         | Zoltán Magyar                                       | JPN    | Eizo Kenmotsu                    | URS GDR          | Nikolaj Andrianov Michael Nikolay |
| 1980   | HUN         | Zoltán Magyar                                       | URS    | Aleksandr Ditjatin               | GDR              | Michael Nikolay                   |
| 1984   | CHN USA     | Li Ning Peter Vidmar                                |        |                                  | USA              | Tim Daggett                       |
| 1988   | URS HUN BUL | Dmitri Bilozertsjev Zsolt Borkai Ljoebomir Geraskov |        |                                  |                  |                                   |
| 1992   | PRK EUN     | Pae Gil-su Vitali Tsjerbo                           |        |                                  | GER              | Andreas Wecker                    |
| 1996   | SUI         | Donghua Li                                          | ROU    | Marius Urzică                    | RUS              | Aleksej Nemov                     |
| 2000   | ROU         | Marius Urzică                                       | FRA    | Eric Poujade                     | RUS              | Aleksej Nemov                     |
| 2004   | CHN         | Teng Haibin                                         | ROU    | Marius Urzică                    | JPN              | Takehiro Kashima                  |
| 2008   | CHN         | Xiao Qin                                            | CRO    | Filip Ude                        | GBR              | Louis Smith                       |
| 2012   | HUN         | Krisztián Berki                                     | GBR    | Louis Smith                      | GBR              | Max Whitlock                      |
| 2016   | GBR         | Max Whitlock                                        | GBR    | Louis Smith                      | USA              | Alexander Naddour                 |
| 2020   | GBR         | Max Whitlock                                        | TPE    | Lee Chih-kai                     | JPN              | Kazuma Kaya                       |
| 2024   | IRL         | Rhys McClenaghan                                    | KAZ    | Nariman Kurbanov                 | USA              | Stephen Nedoroscik                |

| Land | Goud | Zilver | Brons |
| ---- | ---- | ------ | ----- |
| URS  | 5    | 3      | 4     |
| HUN  | 5    | 0      | 0     |
| SUI  | 4    | 3      | 2     |
| FIN  | 4    | 1      | 1     |
| CHN  | 3    | 0      | 0     |
| GBR  | 2    | 2      | 2     |
| USA  | 2    | 1      | 5     |
| YUG  | 2    | 0      | 0     |
| ROU  | 1    | 2      | 0     |
| GER  | 1    | 1      | 1     |
| BUL  | 1    | 0      | 0     |
| EUN  | 1    | 0      | 0     |
| IRL  | 1    | 0      | 0     |
| PRK  | 1    | 0      | 0     |
| JPN  | 0    | 4      | 4     |
| CRO  | 0    | 1      | 0     |
| FRA  | 0    | 1      | 0     |
| ITA  | 0    | 1      | 0     |
| KAZ  | 0    | 1      | 0     |
| TPE  | 0    | 1      | 0     |
| GDR  | 0    | 0      | 2     |
| RUS  | 0    | 0      | 2     |

Meervoudige medaillewinnaars
| Succesvolste | Meervoudige |
| --- | --- |
| 2-0-1 Max Whitlock 2-0-0 Miroslav Cerar 2-0-0 Zoltán Magyar 2-0-0 Boris Sjachlin 1-0-1 Heikki Savolainen 1-0-1 Viktor Tsjoekarin | 0-2-1 Louis Smith 0-2-0 Marius Urzică 0-1-1 Eizo Kenmotsu 0-1-1 Shuji Tsurumi 0-0-2 Aleksej Nemov 0-0-2 Michael Nikolay |

### Rekstok
| Editie | Goud | Goud                 | Zilver  | Zilver                           | Brons            | Brons              |
| ------ | ---- | -------------------- | ------- | -------------------------------- | ---------------- | ------------------ |
| 1896   | GER  | Hermann Weingärtner  | GER     | Alfred Flatow                    | details onbekend | details onbekend   |
|        |      |                      |         |                                  |                  |                    |
| 1904   | USA  | Anton Heida          |         |                                  | USA              | George Eyser       |
| 1904   | USA  | Edward Hennig        |         |                                  | USA              | George Eyser       |
|        |      |                      |         |                                  |                  |                    |
| 1924   | YUG  | Leon Štukelj         | SUI     | Jean Gutweninger                 | FRA              | André Higelin      |
| 1928   | SUI  | Georges Miez         | ITA     | Romeo Neri                       | SUI              | Eugen Mack         |
| 1932   | USA  | Dallas Bixler        | FIN     | Heikki Savolainen                | FIN              | Einari Teräsvirta  |
| 1936   | FIN  | Aleksanteri Saarvala | GER     | Konrad Frey                      | GER              | Alfred Schwarzmann |
| 1948   | SUI  | Josef Stalder        | SUI     | Walter Lehmann                   | FIN              | Veikko Huhtanen    |
| 1952   | SUI  | Jack Günthard        | GER     | Alfred Schwarzmann               | SUI              | Josef Stalder      |
| 1956   | JPN  | Takashi Ono          | URS     | Joeri Titov                      | JPN              | Masao Takemoto     |
| 1960   | JPN  | Takashi Ono          | JPN     | Masao Takemoto                   | URS              | Boris Sjachlin     |
| 1964   | URS  | Boris Sjachlin       | URS     | Joeri Titov                      | YUG              | Miroslav Cerar     |
| 1968   | JPN  | Akinori Nakayama     |         |                                  | JPN              | Eizo Kenmotsu      |
| 1968   | URS  | Mikhail Voronin      |         |                                  | JPN              | Eizo Kenmotsu      |
| 1972   | JPN  | Mitsuo Tsukahara     | JPN     | Sawao Kato                       | JPN              | Shigeru Kasamatsu  |
| 1976   | JPN  | Mitsuo Tsukahara     | JPN     | Eizo Kenmotsu                    | FRA              | Henry Boério       |
| 1976   | JPN  | Mitsuo Tsukahara     | JPN     | Eizo Kenmotsu                    | FRG              | Eberhard Gienger   |
| 1980   | BUL  | Stojan Deltsjev      | URS     | Aleksandr Ditjatin               | URS              | Nikolaj Andrianov  |
| 1984   | JPN  | Shinji Morisue       | CHN     | Tong Fei                         | JPN              | Koji Gushiken      |
| 1988   | URS  | Vladimir Artemov     |         |                                  | GDR              | Holger Behrendt\|  |
| 1988   | URS  | Valery Ljoekin       | ROU     | Marius Gherman                   |                  |                    |
| 1992   | USA  | Trent Dimas          | EUN GER | Grigori Misjoetin Andreas Wecker |                  |                    |
| 1996   | GER  | Andreas Wecker       | BUL     | Krasimir Doenev                  | CHN              | Fan Bin            |
| 1996   | GER  | Andreas Wecker       | BUL     | Krasimir Doenev                  | RUS              | Aleksej Nemov      |
| 1996   | GER  | Andreas Wecker       | BUL     | Krasimir Doenev                  | BLR              | Vitali Tsjerbo     |
| 2000   | RUS  | Aleksej Nemov        | FRA     | Benjamin Varonian                | KOR              | Lee Joo-hyung      |
| 2004   | ITA  | Igor Cassina         | USA     | Paul Hamm                        | JPN              | Isao Yoneda        |
| 2008   | CHN  | Zou Kai              | USA     | Jonathan Horton                  | GER              | Fabian Hambüchen   |
| 2012   | NED  | Epke Zonderland      | GER     | Fabian Hambüchen                 | CHN              | Zou Kai            |
| 2016   | GER  | Fabian Hambüchen     | USA     | Danell Leyva                     | GBR              | Nile Wilson        |
| 2020   | JPN  | Daiki Hashimoto      | CRO     | Tin Srbić                        | ROC              | Nikita Nagorny     |
| 2024   | JPN  | Shinnosuke Oka       | COL     | Ángel Barajas                    | CHN              | Zhang Boheng       |
| 2024   | JPN  | Shinnosuke Oka       | COL     | Ángel Barajas                    | TPE              | Tang Chia-hung     |

| Land | Goud | Zilver | Brons |
| ---- | ---- | ------ | ----- |
| JPN  | 8    | 3      | 5     |
| URS  | 4    | 3      | 2     |
| USA  | 4    | 3      | 1     |
| GER  | 3    | 5      | 2     |
| SUI  | 3    | 2      | 2     |
| CHN  | 1    | 1      | 3     |
| FIN  | 1    | 1      | 2     |
| BUL  | 1    | 1      | 0     |
| ITA  | 1    | 1      | 0     |
| YUG  | 1    | 0      | 1     |
| RUS  | 1    | 0      | 1     |
| NED  | 1    | 0      | 0     |
| FRA  | 0    | 1      | 2     |
| COL  | 0    | 1      | 0     |
| EUN  | 0    | 1      | 0     |
| BLR  | 0    | 0      | 1     |
| CRO  | 0    | 0      | 1     |
| FRG  | 0    | 0      | 1     |
| GBR  | 0    | 0      | 1     |
| GDR  | 0    | 0      | 1     |
| KOR  | 0    | 0      | 1     |
| ROU  | 0    | 0      | 1     |
| ROC  | 0    | 0      | 1     |
| TPE  | 0    | 0      | 1     |

Meervoudige medaillewinnaars
| Succesvolste | Meervoudige                                                                         |
| --- | ----------------------------------------------------------------------------------- |
| 2-0-0 Takashi Ono 2-0-0 Mitsuo Tsukahara 1-1-1 Fabian Hambüchen 1-1-0 Andreas Wecker 1-0-1 Aleksej Nemov 1-0-1 Boris Sjachlin 1-0-1 Josef Stalder | 0-2-0 Joeri Titov 0-1-1 Eizo Kenmotsu 0-1-1 Alfred Schwarzmann 0-1-1 Masao Takemoto |

### Ringen
| Editie | Goud    | Goud                                | Zilver  | Zilver                           | Brons   | Brons                        |
| ------ | ------- | ----------------------------------- | ------- | -------------------------------- | ------- | ---------------------------- |
| 1896   | GRE     | Ioannis Mitropoulos                 | GER     | Hermann Weingärtner              | GRE     | Petros Persakis              |
|        |         |                                     |         |                                  |         |                              |
| 1904   | USA     | Herman Glass                        | USA     | William Merz                     | USA     | Emil Voigt                   |
|        |         |                                     |         |                                  |         |                              |
| 1924   | USA     | Frank Kriz                          | TCH     | Jan Koutný                       | TCH     | Bohumil Mořkovský            |
| 1928   | YUG     | Leon Štukelj                        | TCH     | Ladislav Vácha                   | TCH     | Emanuel Löffler              |
| 1932   | USA     | George Gulack                       | USA     | William Denton                   | ITA     | Giovanni Lattuada            |
| 1936   | TCH     | Alois Hudec                         | YUG     | Leon Štukelj                     | GER     | Matthias Volz                |
| 1948   | SUI     | Karl Frei                           | SUI     | Michael Reusch                   | TCH     | Zdeněk Růžička               |
| 1952   | URS     | Grant Sjaginjan                     | URS     | Viktor Tsjoekarin                | SUI URS | Hans Eugster Dmitri Leonkin  |
| 1956   | URS     | Albert Azarjan                      | URS     | Valentin Moeratov                | JPN     | Masumi Kubota Masao Takemoto |
| 1960   | URS     | Albert Azarjan                      | URS     | Boris Sjachlin                   | BUL JPN | Velik Kapsazov Takashi Ono   |
| 1964   | JPN     | Takuji Hayata                       | ITA     | Franco Menichelli                | URS     | Boris Sjachlin               |
| 1968   | JPN     | Akinori Nakayama                    | URS     | Mikhail Voronin                  | JPN     | Sawao Kato                   |
| 1972   | JPN     | Akinori Nakayama                    | URS     | Mikhail Voronin                  | JPN     | Mitsuo Tsukahara             |
| 1976   | URS     | Nikolaj Andrianov                   | URS     | Aleksandr Ditjatin               | ROU     | Dan Grecu                    |
| 1980   | URS     | Aleksandr Ditjatin                  | URS     | Aleksandr Tkatsjov               | TCH     | Jiří Tabak                   |
| 1984   | JPN CHN | Koji Gushiken Li Ning               |         |                                  | USA     | Mitch Gaylord                |
| 1988   | GDR URS | Holger Behrendt Dmitri Bilozertsjev |         |                                  | GDR     | Sven Tippelt                 |
| 1992   | EUN     | Vitali Tsjerbo                      | CHN     | Li Jing                          | CHN GER | Li Xiaoshuang Andreas Wecker |
| 1996   | ITA     | Jury Chechi                         | ROU HUN | Dan Burincă Szilveszter Csollány |         |                              |
| 2000   | HUN     | Szilveszter Csollány                | GRE     | Dimosthenis Tampakos             | BUL     | Jordan Jovtsjev              |
| 2004   | GRE     | Dimosthenis Tampakos                | BUL     | Jordan Jovtsjev                  | ITA     | Jury Chechi                  |
| 2008   | CHN     | Chen Yibing                         | CHN     | Yang Wei                         | UKR     | Oleksandr Vorobiov           |
| 2012   | BRA     | Arthur Zanetti                      | CHN     | Chen Yibing                      | ITA     | Matteo Morandi               |
| 2016   | GRE     | Eleftherios Petrounias              | BRA     | Arthur Zanetti                   | RUS     | Denis Abljazin               |
| 2020   | CHN     | Liu Yang                            | CHN     | You Hao                          | GRE     | Eleftherios Petrounias       |
| 2024   | CHN     | Liu Yang                            | CHN     | Zou Jingyuan                     | GRE     | Eleftherios Petrounias       |

| Land | Goud | Zilver | Brons |
| ---- | ---- | ------ | ----- |
| URS  | 6    | 7      | 2     |
| CHN  | 4    | 5      | 1     |
| JPN  | 4    | 0      | 5     |
| USA  | 3    | 2      | 2     |
| GRE  | 3    | 1      | 3     |
| TCH  | 1    | 2      | 4     |
| ITA  | 1    | 1      | 3     |
| SUI  | 1    | 1      | 1     |
| BRA  | 1    | 1      | 0     |
| YUG  | 1    | 1      | 0     |
| HUN  | 1    | 1      | 0     |
| GDR  | 1    | 0      | 1     |
| EUN  | 1    | 0      | 0     |
| BUL  | 0    | 1      | 2     |
| GER  | 0    | 1      | 2     |
| ROU  | 0    | 1      | 1     |
| RUS  | 0    | 1      | 1     |
| UKR  | 0    | 0      | 1     |

Meervoudige medaillewinnaars
| Succesvolste | Meervoudige                                                      |
| --- | ---------------------------------------------------------------- |
| 2-0-0 Albert Azarjan 2-0-0 Liu Yang 2-0-0 Akinori Nakayama 1-1-0 Chen Yibing 1-1-0 Szilveszter Csollány 1-1-0 Aleksandr Ditjatin 1-1-0 Leon Štukelj 1-1-0 Dimosthenis Tampakos 1-1-0 Arthur Zanetti 1-0-2 Eleftherios Petrounias 1-0-1 Jury Chechi | 0-2-0 Mikhail Voronin 0-1-1 Jordan Jovtsjev 0-1-1 Boris Sjachlin |

### Sprong
| Editie | Goud    | Goud                           | Zilver          | Zilver                                             | Brons   | Brons                                             |
| ------ | ------- | ------------------------------ | --------------- | -------------------------------------------------- | ------- | ------------------------------------------------- |
| 1896   | GER     | Carl Schuhmann                 | SUI             | Louis Zutter                                       | GER     | Hermann Weingärtner                               |
|        |         |                                |                 |                                                    |         |                                                   |
| 1904   | USA     | Anton Heida George Eyser       |                 |                                                    | USA     | William Merz                                      |
|        |         |                                |                 |                                                    |         |                                                   |
| 1924   | USA     | Frank Kriz                     | TCH             | Jan Koutný                                         | TCH     | Bohumil Mořkovský                                 |
| 1928   | SUI     | Eugen Mack                     | TCH             | Emanuel Löffler                                    | YUG     | Stane Derganc                                     |
| 1932   | ITA     | Savino Guglielmetti            | USA             | Alfred Jochim                                      | USA     | Edward Carmichael                                 |
| 1936   | GER     | Alfred Schwarzmann             | SUI             | Eugen Mack                                         | GER     | Matthias Volz                                     |
| 1948   | FIN     | Paavo Aaltonen                 | FIN             | Olavi Rove                                         | HUN TCH | János Mogyorósy Klencs Ferenc Pataki Leo Sotorník |
| 1952   | URS     | Viktor Tsjoekarin              | JPN             | Masao Takemoto                                     | JPN     | Takashi Ono Tadao Uesako                          |
| 1956   | EUA URS | Helmut Bantz Valentin Moeratov |                 |                                                    | URS     | Joeri Titov                                       |
| 1960   | JPN URS | Takashi Ono Boris Sjachlin     |                 |                                                    | URS     | Vladimir Portnoi                                  |
| 1964   | JPN     | Haruhiro Yamashita             | URS             | Viktor Lisitsky                                    | FIN     | Hannu Rantakari                                   |
| 1968   | URS     | Mikhail Voronin                | JPN             | Yukio Endo                                         | URS     | Sergej Diomidov                                   |
| 1972   | GDR     | Klaus Köste                    | URS             | Viktor Klimenko                                    | URS     | Nikolaj Andrianov                                 |
| 1976   | URS     | Nikolaj Andrianov              | JPN             | Mitsuo Tsukahara                                   | JPN     | Hiroshi Kajiyama                                  |
| 1980   | URS     | Nikolaj Andrianov              | URS             | Aleksandr Ditjatin                                 | GDR     | Roland Brückner                                   |
| 1984   | CHN     | Lou Yun                        | USA JPN CHN JPN | Mitch Gaylord Koji Gushiken Li Ning Shinji Morisue |         |                                                   |
| 1988   | CHN     | Lou Yun                        | GDR             | Sylvio Kroll                                       | KOR     | Park Jong-hoon                                    |
| 1992   | EUN     | Vitali Tsjerbo                 | EUN             | Grigori Misjoetin                                  | KOR     | Yoo Ok-ryul                                       |
| 1996   | RUS     | Aleksej Nemov                  | KOR             | Yeo Hong-chul                                      | BLR     | Vitali Tsjerbo                                    |
| 2000   | ESP     | Gervasio Deferr                | RUS             | Aleksej Bondarenko                                 | POL     | Leszek Blanik                                     |
| 2004   | ESP     | Gervasio Deferr                | LAT             | Evgeni Sapronenko                                  | ROU     | Marian Drăgulescu                                 |
| 2008   | POL     | Leszek Blanik                  | FRA             | Thomas Bouhail                                     | RUS     | Anton Goloezoezkov                                |
| 2012   | KOR     | Yang Hak-seon                  | RUS             | Denis Abljazin                                     | UKR     | Igor Radivilov                                    |
| 2016   | PRK     | Ri Se-gwang                    | RUS             | Denis Abljazin                                     | JPN     | Kenzō Shirai                                      |
| 2020   | KOR     | Shin Jea-hwan                  | ROC             | Denis Abljazin                                     | ARM     | Artur Davtyan                                     |
| 2024   | PHI     | Carlos Yulo                    | ARM             | Artur Davtyan                                      | GBR     | Harry Hepworth                                    |

| Land | Goud | Zilver | Brons |
| ---- | ---- | ------ | ----- |
| URS  | 6    | 3      | 4     |
| USA  | 3    | 2      | 2     |
| JPN  | 2    | 4      | 4     |
| KOR  | 2    | 1      | 2     |
| CHN  | 2    | 1      | 0     |
| GER  | 2    | 0      | 2     |
| ESP  | 2    | 0      | 0     |
| RUS  | 1    | 3      | 1     |
| FIN  | 1    | 1      | 1     |
| GDR  | 1    | 1      | 1     |
| SUI  | 1    | 2      | 0     |
| EUN  | 1    | 1      | 0     |
| POL  | 1    | 0      | 1     |
| PHI  | 1    | 0      | 0     |
| PRK  | 1    | 0      | 0     |
| EUA  | 0    | 1      | 0     |
| ITA  | 0    | 1      | 0     |
| TCH  | 0    | 2      | 2     |
| ARM  | 0    | 1      | 1     |
| FRA  | 0    | 1      | 0     |
| LAT  | 0    | 1      | 0     |
| ROC  | 0    | 1      | 0     |
| HUN  | 0    | 0      | 2     |
| BLR  | 0    | 0      | 1     |
| GBR  | 0    | 0      | 1     |
| ROU  | 0    | 0      | 1     |
| UKR  | 0    | 0      | 1     |
| YUG  | 0    | 0      | 1     |

Meervoudige medaillewinnaars
| Succesvolste | Meervoudige                                |
| --- | ------------------------------------------ |
| 2-0-1 Nikolaj Andrianov 2-0-0 Gervasio Deferr 2-0-0 Lou Yun 1-1-0 Eugen Mack 1-0-1 Takashi Ono 1-0-1 / Vitali Tsjerbo | 0-3-0 / Denis Abljazin 0-1-1 Artur Davtyan |

### Vloer
| Editie | Goud | Goud                 | Zilver      | Zilver                                              | Brons   | Brons                          |
| ------ | ---- | -------------------- | ----------- | --------------------------------------------------- | ------- | ------------------------------ |
| 1932   | HUN  | István Pelle         | SUI         | Georges Miez                                        | ITA     | Mario Lertora                  |
| 1936   | SUI  | Georges Miez         | SUI         | Josef Walter                                        | GER SUI | Konrad Frey Eugen Mack         |
| 1948   | HUN  | Ferenc Pataki        | HUN         | János Mogyorósy Klencs                              | TCH     | Zdeněk Růžička                 |
| 1952   | SWE  | William Thoresson    | POL JPN     | Jerzy Jokiel Tadao Uesako                           |         |                                |
| 1956   | URS  | Valentin Moeratov    | JPN SWE URS | Nobuyuki Aihara William Thoresson Viktor Tsjoekarin |         |                                |
| 1960   | JPN  | Nobuyuki Aihara      | URS         | Joeri Titov                                         | ITA     | Franco Menichelli              |
| 1964   | ITA  | Franco Menichelli    | JPN URS     | Yukio Endo Viktor Lisitsky                          |         |                                |
| 1968   | JPN  | Sawao Kato           | JPN         | Akinori Nakayama                                    | JPN     | Takeshi Kato                   |
| 1972   | URS  | Nikolaj Andrianov    | JPN         | Akinori Nakayama                                    | JPN     | Shigeru Kasamatsu              |
| 1976   | URS  | Nikolaj Andrianov    | URS         | Vladimir Martsjenko                                 | USA     | Peter Kormann                  |
| 1980   | GDR  | Roland Brückner      | URS         | Nikolaj Andrianov                                   | URS     | Aleksandr Ditjatin             |
| 1984   | CHN  | Li Ning              | CHN         | Lou Yun                                             | JPN FRA | Koji Sotomura Philippe Vatuone |
| 1988   | URS  | Sergei Charkow       | URS         | Vladimir Artemov                                    | JPN CHN | Yukio Iketani Lou Yun          |
| 1992   | CHN  | Li Xiaoshuang        | JPN EUN     | Yukio Iketani Grigori Misjoetin                     |         |                                |
| 1996   | GRE  | Ioannis Melissanidis | CHN         | Li Xiaoshuang                                       | RUS     | Aleksej Nemov                  |
| 2000   | LAT  | Igors Vihrovs        | RUS         | Aleksej Nemov                                       | BUL     | Jordan Jovtsjev                |
| 2004   | CAN  | Kyle Shewfelt        | ROU         | Marian Drăgulescu                                   | BUL     | Jordan Jovtsjev                |
| 2008   | CHN  | Zou Kai              | ESP         | Gervasio Deferr                                     | RUS     | Anton Goloezoezkov             |
| 2012   | CHN  | Zou Kai              | JPN         | Kōhei Uchimura                                      | RUS     | Denis Abljazin                 |
| 2016   | GBR  | Max Whitlock         | BRA         | Diego Hypólito                                      | BRA     | Arthur Mariano                 |
| 2020   | ISR  | Artem Dolgopyat      | ESP         | Rayderley Zapata                                    | CHN     | Xiao Ruoteng                   |
| 2024   | PHI  | Carlos Yulo          | ISR         | Artem Dolgopyat                                     | GBR     | Jake Jarman                    |

| Land | Goud | Zilver | Brons |
| ---- | ---- | ------ | ----- |
| CHN  | 4    | 2      | 2     |
| URS  | 3    | 6      | 1     |
| JPN  | 2    | 7      | 4     |
| HUN  | 2    | 1      | 0     |
| SUI  | 1    | 2      | 1     |
| ISR  | 1    | 1      | 0     |
| SWE  | 1    | 1      | 0     |
| ITA  | 1    | 0      | 2     |
| GBR  | 1    | 0      | 1     |
| CAN  | 1    | 0      | 0     |
| GDR  | 1    | 0      | 0     |
| GRE  | 1    | 0      | 0     |
| LAT  | 1    | 0      | 0     |
| PHI  | 1    | 0      | 0     |
| ESP  | 0    | 2      | 0     |
| RUS  | 0    | 1      | 3     |
| BRA  | 0    | 1      | 1     |
| EUN  | 0    | 1      | 0     |
| POL  | 0    | 1      | 0     |
| ROU  | 0    | 1      | 0     |
| BUL  | 0    | 0      | 2     |
| GER  | 0    | 0      | 1     |
| FRA  | 0    | 0      | 1     |
| TCH  | 0    | 0      | 1     |
| USA  | 0    | 0      | 1     |

Meervoudige medaillewinnaars
| Succesvolste | Meervoudige                                                                    |
| --- | ------------------------------------------------------------------------------ |
| 2-1-0 Nikolaj Andrianov 2-0-0 Zou Kai 1-1-0 Li Xiaoshuang 1-1-0 Artem Dolgopyat 1-1-0 Georges Miez 1-1-0 William Thoresson 1-0-1 Franco Menichelli | 0-2-0 Akinori Nakayama 0-1-1 Lou Yun 0-1-1 Aleksej Nemov 0-0-2 Jordan Jovtsjev |

### Meerkamp
1920: Europees systeem
| Editie | Goud | Goud               | Zilver  | Zilver                                       | Brons | Brons               |
| ------ | ---- | ------------------ | ------- | -------------------------------------------- | ----- | ------------------- |
| 1900   | FRA  | Gustave Sandras    | FRA     | Noël Bas                                     | FRA   | Lucien Démanet      |
| 1904   | USA  | Julius Lenhart     | GER     | Wilhelm Weber                                | SUI   | Adolf Spinnler      |
| 1908   | ITA  | Alberto Braglia    | GBR     | Walter Tysall                                | FRA   | Louis Ségura        |
| 1912   | ITA  | Alberto Braglia    | FRA     | Louis Ségura                                 | ITA   | Adolfo Tunesi       |
| 1920   | ITA  | Giorgio Zampori    | FRA     | Marco Torrès                                 | FRA   | Jean Gounot         |
| 1924   | YUG  | Leon Štukelj       | TCH     | Robert Prašák                                | TCH   | Bedřich Šupcík      |
| 1928   | SUI  | Georges Miez       | SUI     | Hermann Hänggi                               | YUG   | Leon Štukelj        |
| 1932   | ITA  | Romeo Neri         | HUN     | István Pelle                                 | FIN   | Heikki Savolainen   |
| 1936   | GER  | Alfred Schwarzmann | SUI     | Eugen Mack                                   | GER   | Konrad Frey         |
| 1948   | FIN  | Veikko Huhtanen    | SUI     | Walter Lehmann                               | FIN   | Paavo Aaltonen      |
| 1952   | URS  | Viktor Tsjoekarin  | URS     | Grant Sjaginjan                              | SUI   | Josef Stalder       |
| 1956   | URS  | Viktor Tsjoekarin  | JPN     | Takashi Ono                                  | URS   | Joeri Titov         |
| 1960   | URS  | Boris Sjachlin     | JPN     | Takashi Ono                                  | URS   | Joeri Titov         |
| 1964   | JPN  | Yukio Endo         | URS JPN | Viktor Lisitsky Boris Sjachlin Shuji Tsurumi |       |                     |
| 1968   | JPN  | Sawao Kato         | URS     | Mikhail Voronin                              | JPN   | Akinori Nakayama    |
| 1972   | JPN  | Sawao Kato         | JPN     | Eizo Kenmotsu                                | JPN   | Akinori Nakayama    |
| 1976   | URS  | Nikolaj Andrianov  | JPN     | Sawao Kato                                   | JPN   | Mitsuo Tsukahara    |
| 1980   | URS  | Aleksandr Ditjatin | URS     | Nikolaj Andrianov                            | BUL   | Stojan Deltsjev     |
| 1984   | JPN  | Koji Gushiken      | USA     | Peter Vidmar                                 | CHN   | Li Ning             |
| 1988   | URS  | Vladimir Artemov   | URS     | Valery Ljoekin                               | URS   | Dmitri Bilozertsjev |
| 1992   | EUN  | Vitali Tsjerbo     | EUN     | Grigori Misjoetin                            | EUN   | Valeri Belenki      |
| 1996   | CHN  | Li Xiaoshuang      | RUS     | Aleksej Nemov                                | BLR   | Vitali Tsjerbo      |
| 2000   | RUS  | Aleksej Nemov      | CHN     | Yang Wei                                     | UKR   | Aleksandr Beresj    |
| 2004   | USA  | Paul Hamm          | KOR     | Kim Dae-eun                                  | KOR   | Yang Tae-young      |
| 2008   | CHN  | Yang Wei           | JPN     | Kōhei Uchimura                               | FRA   | Benoît Caranobe     |
| 2012   | JPN  | Kōhei Uchimura     | GER     | Marcel Nguyen                                | USA   | Danell Leyva        |
| 2016   | JPN  | Kōhei Uchimura     | UKR     | Oleg Vernjajev                               | GBR   | Max Whitlock        |
| 2020   | JPN  | Daiki Hashimoto    | CHN     | Xiao Ruoteng                                 | ROC   | Nikita Nagorny      |
| 2024   | JPN  | Shinnosuke Oka     | CHN     | Zhang Boheng                                 | CHN   | Xiao Ruoteng        |

| Land | Goud | Zilver | Brons |
| ---- | ---- | ------ | ----- |
| JPN  | 8    | 6      | 3     |
| URS  | 6    | 6      | 3     |
| ITA  | 4    | 0      | 1     |
| CHN  | 2    | 3      | 2     |
| USA  | 2    | 1      | 1     |
| FRA  | 1    | 3      | 4     |
| SUI  | 1    | 3      | 2     |
| GER  | 1    | 2      | 1     |
| EUN  | 1    | 1      | 1     |
| RUS  | 1    | 1      | 0     |
| FIN  | 1    | 0      | 2     |
| YUG  | 1    | 0      | 1     |
| ROC  | 0    | 0      | 1     |
| GBR  | 0    | 1      | 1     |
| KOR  | 0    | 1      | 1     |
| TCH  | 0    | 1      | 1     |
| UKR  | 0    | 1      | 1     |
| HUN  | 0    | 1      | 0     |
| BLR  | 0    | 0      | 1     |
| BUL  | 0    | 0      | 1     |

Meervoudige medaillewinnaars
| Succesvolste | Meervoudige                                                                                      |
| --- | ------------------------------------------------------------------------------------------------ |
| 2-1-0 Sawao Kato 2-1-0 Kōhei Uchimura 2-0-0 Alberto Braglia 2-0-0 Viktor Tsjoekarin 1-1-0 Nikolaj Andrianov 1-1-0 Aleksej Nemov 1-1-0 Boris Sjachlin 1-1-0 Yang Wei 1-0-1 Leon Štukelj 1-0-1 / Vitali Tsjerbo | 0-2-0 Takashi Ono 0-1-1 Louis Ségura 0-1-1 Xiao Ruoteng 0-0-2 Akinori Nakayama 0-0-2 Joeri Titov |

### Meerkamp, team
1920: Europees systeem
| Editie | Goud | Goud | Zilver | Zilver | Brons | Brons |
| ------ | ---- | --- | ------ | --- | ----- | --- |
| 1904   | USA  | John Grieb Max Hess Anton Heida Philip Kassell Julius Lenhart Ernst Reckeweg | USA    | Emil Beyer John Bissinger Arthur Rosenkampf Julian Schmitz Otto Steffen Max Wolf | USA   | John Duha Charles Krause Robert Maysack George Mayer Philip Schuster Edward Siegler |
| 1908   | SWE  | Gösta Åsbrink Carl Bertilsson Hjalmar Cedercrona Andreas Cervin Rudolf Degermark Carl Folcker Sven Forssman Erik Granfelt Carl Hårleman Nils Hellsten Gunnar Höjer Arvid Holmberg Carl Holmberg Oswald Holmberg Hugo Jahnke John Jarlén Gustaf Johnsson Rolf Johnsson Nils von Kantzow Sven Landberg Olle Lanner Axel Ljung Osvald Moberg Carl Martin Norberg Erik Norberg Tor Norberg Axel Norling Daniel Norling Gösta Olson Leonard Peterson Sven Rosén Gustaf Rosenquist Axel Sjöblom Birger Sörvik Haakon Sörvik Karl Johan Svensson Karl-Gustaf Vingqvist Nils Widforss | NOR    | Carl Albert Andersen Hermann Bolme Trygve Bøyesen Oscar Bye Conrad Carlsrud Sverre Grøner Harald Halvorsen Harald Hansen Peter Hol Eugen Ingebretsen Ole Iversen Mathias Jespersen Sigge Johannessen Nicolai Kiær Karl Klæth Thor Larsen Rolf Lefdahl Hans Lem Anders Moen Frithjof Olsen Carl Alfred Pedersen Paul Pedersen Sigvard Sivertsen Johannes Skrataas Harald Smedvik Andreas Strand Olaf Syvertsen Thomas Thorstensen | FIN   | Eino Forsström Otto Granström Johan Kemp Iivari Kyykoski Heikki Lehmusto John Lindroth Yrjö Linko Edvard Linna Matti Markkanen Kaarlo Mikkolainen Veli Nieminen Kaarlo Kustaa Paasia Arvi Pohjanpää Aarne Pohjonen Eino Railio Heikki Riipinen Arno Saarinen Einar Werner Sahlstein Aarne Salovaara Karl Sandelin Elis Sipilä Viktor Smeds Kaarlo Soinio Kurt Enoch Stenberg Väinö Tiiri Karl Magnus Wegelius |
| 1912   | ITA  | Pietro Bianchi Guido Boni Alberto Braglia Giuseppe Domenichelli Carlo Fregosi Alfredo Gollini Francesco Loi Luigi Maiocco Giovanni Mangiante Lorenzo Mangiante Serafino Mazzarocchi Guido Romano Paolo Salvi Luciano Savorini Adolfo Tunesi Giorgio Zampori Umberto Zanolini Angelo Zorzi | HUN    | Lajos Aradi-Kmetykó József Berkes-Bittenbinder Imre Erdődy Samu Fóti Imre Gellért Győző Halmos-Haberfeld Ottó Hellmich István Herczeg József Keresztessy János Korponai-Krizmanich Elemér Pászti Árpád Pédery Jenő Rittich Ferenc Szűts Ödön Téry Géza Tuli | GBR   | Albert Betts William Cowhig Sidney Cross Harry Dickason Herbert Drury Bernard Franklin Leonard Hanson Samuel Hodgetts Charles Luck William MacKune Ronald McLean Alfred Messenger Henry Oberholzer Edward Pepper Edward Potts Reginald Potts George Ross Charles Simmons Arthur Southern William Titt Charles Vigurs John Whitaker Samuel Walker                                                              |
| 1920   | ITA  | Arnaldo Andreoli Ettore Bellotto Pietro Bianchi Fernando Bonatti Luigi Cambiaso Luigi Contessi Carlo Costigliolo Luigi Costigliolo Giuseppe Domenichelli Roberto Ferrari Carlo Fregosi Romualdo Ghiglione Ambrogio Levati Francesco Loi Vittorio Lucchetti Luigi Maiocco Ferdinando Mandrini Lorenzo Mangiante Antonio Marovelli Michele Mastromarino Giuseppe Paris Manlio Pastorini Ezio Roselli Paolo Salvi Giovanni Tubino Giorgio Zampori Angelo Zorzi | BEL    | Eugène Auwerkerken Théophile Bauer François Claessens Auguste Cootmans Frans Gibens Albert Haepers Domien Jacob Félicien Kempeneers Jules Labéeu Hubert Lafortune Auguste Landrieu Charles Lannie Constant Loriot Ferdinand Minnaert Nicolaas Moerloos Louis Stoop Jean Van Guysse Alphonse Van Mele François Verboven Jean Verboven Julien Verdonck Joseph Verstraeten Georges Vivex Julianus Wagemans                          | FRA   | Georges Berger Emile Bouchès René Boulanger Alfred Buyenne Eugène Cordonnier Léon Delsarte Lucien Démanet Paul Durin Georges Duvant Fernand Fauconnier Arthur Hermann Albert Hersoy André Higelin Auguste Hoel Louis Kempe Georges Lagouge Paulin Lemaire Ernest Lespinasse Emile Martel Jules Pirard Eugène Pollet Georges Thurnherr Marco Torrès François Walker Julien Wartelle Paul Wartelle              |
| 1924   | ITA  | Luigi Cambiaso Mario Lertora Vittorio Lucchetti Luigi Maiocco Ferdinando Mandrini Francesco Martino Giuseppe Paris Giorgio Zampori | FRA    | Eugène Cordonnier Léon Delsarte François Gangloff Jean Gounot Arthur Hermann André Higelin Joseph Huber Albert Séguin | SUI   | Hans Grieder August Güttinger Jean Gutweninger Georges Miez Otto Pfister Antoine Rebetez Karl Widmer Josef Wilhelm |
| 1928   | SUI  | Hans Grieder August Güttinger Hermann Hänggi Eugen Mack Georges Miez Otto Pfister Eduard Steinemann Melchior Wezel | TCH    | Josef Effenberger Jan Gajdoš Jan Koutný Emanuel Löffler Bedřich Šupcík Ladislav Tíkal Ladislav Vácha Václav Veselý | YUG   | Edvard Antosiewicz Dragutin Ciotti Stane Derganc Boris Gregorka Anton Malej Janez Porenta Josip Primožič Leon Štukelj |
| 1932   | ITA  | Oreste Capuzzo Savino Guglielmetti Mario Lertora Romeo Neri Franco Tognini | USA    | Frank Cumiskey Frank Haubold Alfred Jochim Frederick Meyer Michael Schuler | FIN   | Mauri Nyberg-Noroma Veikko Pakarinen Heikki Savolainen Einari Teräsvirta Martti Uosikkinen |
| 1936   | GER  | Franz Beckert Konrad Frey Alfred Schwarzmann Willi Stadel Innozenz Stangl Walter Steffens Matthias Volz Ernst Winter | SUI    | Walter Bach Albert Bachmann Walter Beck Eugen Mack Georges Miez Michael Reusch Eduard Steinemann Josef Walter | FIN   | Mauri Nyberg-Noroma Veikko Pakarinen Aleksanteri Saarvala Heikki Savolainen Esa Seeste Einari Teräsvirta Eino Tukiainen Martti Uosikkinen |
| 1948   | FIN  | Paavo Aaltonen Veikko Huhtanen Kalevi Laitinen Olavi Rove Aleksanteri Saarvala Sulo Salmi Heikki Savolainen Einari Teräsvirta | SUI    | Karl Frei Christian Kipfer Walter Lehmann Robert Lucy Michael Reusch Josef Stalder Emil Studer Melchior Thalmann | HUN   | László Baranyai József Fekete Győző Mogyoróssy János Mogyorósy Klencs Ferenc Pataki Lajos Sántha Lajos Tóth Ferenc Várkõi |
| 1952   | URS  | Vladimir Beljakov Josif Berdijev Jevgeni Korolkov Dmitri Leonkin Valentin Moeratov Michail Perelman Grant Sjaginjan Viktor Tsjoekarin | SUI    | Hans Eugster Ernst Fivian Ernst Gebendinger Jack Günthard Hans Schwarzentruber Josef Stalder Melchior Thalmann Jean Tschabold | FIN   | Paavo Aaltonen Kalevi Laitinen Onni Lappalainen Kaino Lempinen Berndt Lindfors Olavi Rove Heikki Savolainen Kalevi Viskari |
| 1956   | URS  | Albert Azarjan Valentin Moeratov Boris Sjachlin Pavel Stolbov Joeri Titov Viktor Tsjoekarin | JPN    | Nobuyuki Aihara Akira Kono Masumi Kubota Takashi Ono Masao Takemoto Shinsaku Tsukawaki | FIN   | Raimo Heinonen Onni Lappalainen Olavi Leimuvirta Berndt Lindfors Martti Mansikka Kalevi Suoniemi |
| 1960   | JPN  | Nobuyuki Aihara Yukio Endo Takashi Mitsukuri Takashi Ono Masao Takemoto Shuji Tsurumi | URS    | Albert Azarjan Valeri Kerdemilidi Nikolai Miligoelo Vladimir Portnoi Boris Sjachlin Joeri Titov | ITA   | Giovanni Carminucci Pasquale Carminucci Gianfranco Marzolla Franco Menichelli Orlando Polmonari Angelo Vicardi |
| 1964   | JPN  | Yukio Endo Takuji Hayata Takashi Mitsukuri Takashi Ono Shuji Tsurumi Haruhiro Yamashita | URS    | Sergej Diomidov Viktor Leontjev Viktor Lisitsky Boris Sjachlin Joeri Titov Joeri Tsapenko | EUA   | Siegfried Fülle Philipp Fürst Erwin Koppe Klaus Köste Günter Lyhs Peter Weber |
| 1968   | JPN  | Yukio Endo Sawao Kato Takeshi Kato Eizo Kenmotsu Akinori Nakayama Mitsuo Tsukahara | URS    | Sergej Diomidov Valeri Iljinykh Valeri Karasjov Viktor Klimenko Viktor Lisitsky Mikhail Voronin | GDR   | Günter Beier Matthias Brehme Gerhard Dietrich Siegfried Fülle Klaus Köste Peter Weber |
| 1972   | JPN  | Shigeru Kasamatsu Sawao Kato Eizo Kenmotsu Akinori Nakayama Teruichi Okamura Mitsuo Tsukahara | URS    | Nikolaj Andrianov Viktor Klimenko Aleksandr Malejev Edvard Mikhaeljan Vladimir Sjtsjoekin Mikhail Voronin | GDR   | Matthias Brehme Wolfgang Klotz Klaus Köste Jürgen Paeke Reinhard Rychly Wolfgang Thüne |
| 1976   | JPN  | Shun Fujimoto Hisato Igarashi Hiroshi Kajiyama Sawao Kato Eizo Kenmotsu Mitsuo Tsukahara | URS    | Nikolaj Andrianov Aleksandr Ditjatin Gennadi Kryssin Vladimir Markelov Vladimir Martsjenko Vladimir Tikhonov | GDR   | Roland Brückner Rainer Hanschke Bernd Jäger Wolfgang Klotz Lutz Mack Michael Nikolay |
| 1980   | URS  | Nikolaj Andrianov Eduard Azarjan Aleksandr Ditjatin Bogdan Makoets Vladimir Markelov Aleksandr Tkatsjov | GDR    | Andreas Bronst Roland Brückner Ralf-Peter Hemmann Lutz Hoffmann Lutz Mack Michael Nikolay | HUN   | Ferenc Donáth György Guczoghy Zoltán Kelemen Péter Kovács Zoltán Magyar István Vámos |
| 1984   | USA  | Bart Conner Tim Daggett Mitch Gaylord Jim Hartung Scott Johnson Peter Vidmar | CHN    | Li Ning Li Xiaoping Li Yuejiu Lou Yun Tong Fei Xu Zhiqiang | JPN   | Koji Gushiken Noritoshi Hirata Nobuyuki Kajitani Shinji Morisue Koji Sotomura Kyoji Yamawaki |
| 1988   | URS  | Vladimir Artemov Dmitri Bilozertsjev Vladimir Gogoladze Sergei Charkow Valery Ljoekin Vladimir Novikov | GDR    | Holger Behrendt Ralf Büchner Ulf Hoffmann Sylvio Kroll Sven Tippelt Andreas Wecker | JPN   | Yukio Iketani Hiroyuki Konishi Koichi Mizushima Daisuke Nishikawa Toshiharu Sato Takahiro Yamada |
| 1992   | EUN  | Valeri Belenki Igor Korobtsjinski Grigori Misjoetin Roestam Sjaripov Vitali Tsjerbo Aleksej Voropajev | CHN    | Guo Linyao Li Chunyang Li Dashuang Li Ge Li Jing Li Xiaoshuang | JPN   | Yutaka Aihara Takashi Chinen Yoshiaki Hatakeda Yukio Iketani Masayuki Matsunaga Daisuke Nishikawa |
| 1996   | RUS  | Sergei Charkow Nikolaj Krjoekov Aleksej Nemov Jevgeni Podgorny Dmitri Troesj Dmitri Vasilenko Aleksej Voropajev | CHN    | Fan Bin Fan Hongbin Huang Huadong Huang Liping Li Xiaoshuang Shen Jian Zhang Jingin | UKR   | Joeri Jermakov Igor Korobtsjinski Oleg Kosjak Grigori Misjoetin Vladimir Sjamenko Roestam Sjaripov Aleksandr Svetlitsjny |
| 2000   | CHN  | Huang Xu Li Xiaopeng Xiao Junfeng Xing Aowei Yang Wei Zheng Lihui | UKR    | Aleksandr Beresj Valeri Gontsjarov Roeslan Mjezjentsev Valeri Peresjkoera Aleksandr Svetlitsjny Roman Zozoelja | RUS   | Maksim Alesjin Aleksej Bondarenko Dmitri Drevin Nikolaj Krjoekov Aleksej Nemov Jevgeni Podgorny |
| 2004   | JPN  | Takehiro Kashima Hisashi Mizutori Daisuke Nakano Hiroyuki Tomita Naoya Tsukahara Isao Yoneda | USA    | Jason Gatson Morgan Hamm Paul Hamm Brett McClure Blaine Wilson Guard Young | ROU   | Marian Drăgulescu Ilie Daniel Popescu Dan Nicolae Potra Răzvan Dorin Şelariu Ioan Silviu Suciu Marius Urzică |
| 2008   | CHN  | Chen Yibing Huang Xu Li Xiaopeng Xiao Qin Yang Wei Zou Kai | JPN    | Takehiro Kashima Takuya Nakse Makoto Okiguchi Koki Sakamoto Hiroyuki Tomita Kohei Uchimura | USA   | Alexander Artemev Raj Bhavsar Joey Hagerty Jonathan Horton Justin Spring Kai Wen Tan |
| 2012   | CHN  | Chen Yibing Feng Zhe Guo Weiyang Zhang Chenglong Zou Kai | JPN    | Ryōhei Katō Kazuhito Tanaka Yusuke Tanaka Kohei Uchimura Koji Yamamuro | GBR   | Sam Oldham Daniel Purvis Louis Smith Kristian Thomas Max Whitlock |
| 2016   | JPN  | Ryōhei Katō Kenzō Shirai Yusuke Tanaka Kohei Uchimura Koji Yamamuro | RUS    | Denis Abljazin David Beljavskij Nikolaj Koeksenkov Nikita Nagorny Ivan Stretovitsj | CHN   | Deng Shudi Lin Chaopan Liu Yang You Hao Zhang Chenglong |
| 2020   | ROC  | Denis Abljazin David Beljavskij Artoer Dalalojan Nikita Nagorny | JPN    | Daiki Hashimoto Kazuma Kaya Takeru Kitazono Wataru Tanigawa | CHN   | Lin Chaopan Sun Wei Xiao Ruoteng Zou Jingyuan |
| 2024   | JPN  | Daiki Hashimoto Kazuma Kaya Shinnosuke Oka Takaaki Sugino Wataru Tanigawa | CHN    | Liu Yang Su Weide Xiao Ruoteng Zhang Boheng Zou Jingyuan | USA   | Asher Hong Paul Juda Brody Malone Stephen Nedoroscik Fred Richard |

| Land | Goud | Zilver | Brons |
| ---- | ---- | ------ | ----- |
| JPN  | 8    | 4      | 3     |
| URS  | 4    | 5      | 0     |
| ITA  | 4    | 0      | 1     |
| CHN  | 3    | 4      | 2     |
| USA  | 2    | 3      | 3     |
| SUI  | 1    | 3      | 1     |
| RUS  | 1    | 1      | 1     |
| FIN  | 1    | 0      | 5     |
| EUN  | 1    | 0      | 0     |
| GER  | 1    | 0      | 0     |
| SWE  | 1    | 0      | 0     |
| ROC  | 1    | 0      | 0     |
| GDR  | 0    | 2      | 3     |
| HUN  | 0    | 1      | 2     |
| FRA  | 0    | 1      | 1     |
| UKR  | 0    | 1      | 1     |
| BEL  | 0    | 1      | 0     |
| NOR  | 0    | 1      | 0     |
| TCH  | 0    | 1      | 0     |
| EUA  | 0    | 0      | 2     |
| GBR  | 0    | 0      | 1     |
| ROU  | 0    | 0      | 1     |
| YUG  | 0    | 0      | 1     |

Meervoudige medaillewinnaars
| Succesvolste | Succesvolste | Meervoudige |
| --- | --- | --- |
| 3-0-0 Luigi Maiocco 3-0-0 Giorgio Zampori 3-0-0 Yukio Endo 3-0-0 Sawao Kato 3-0-0 Eizo Kenmotsu 3-0-0 Mitsuo Tsukahara 2-1-0 Takashi Ono 2-0-0 Chen Yibing 2-0-0 Zou Kai 2-0-0 Pietro Bianchi 2-0-0 Luigi Cambiaso 2-0-0 Giuseppe Domenichelli 2-0-0 Carlo Fregosi 2-0-0 Mario Lertora 2-0-0 Francesco Loi 2-0-0 Vittorio Lucchetti 2-0-0 Ferdinando Mandrini 2-0-0 Lorenzo Mangiante 2-0-0 Giuseppe Paris 2-0-0 Paolo Salvi 2-0-0 Angelo Zorzi 2-0-0 Takashi Mitsukuri 2-0-0 Akinori Nakayama 2-0-0 Shuji Tsurumi 2-0-0 Valentin Moeratov 2-0-0 Viktor Tsjoekarin 2-0-0 / Sergei Charkow 2-0-0 / Aleksej Voropajev 1-2-0 Kohei Uchimura 1-2-0 Nikolaj Andrianov 1-2-0 Boris Sjachlin 1-2-0 Joeri Titov 1-1-1 Georges Miez | 1-1-0 Nobuyuki Aihara 1-1-0 Takehiro Kashima 1-1-0 Ryōhei Katō 1-1-0 Masao Takemoto 1-1-0 Yusuke Tanaka 1-1-0 Hiroyuki Tomita 1-1-0 Koji Yamamuro 1-1-0 Daiki Hashimoto 1-1-0 Kazuma Kaya 1-1-0 Wataru Tanigawa 1-1-0 / Denis Abljazin 1-1-0 / David Beljavskij 1-1-0 / Nikita Nagorny 1-1-0 Albert Azarjan 1-1-0 Aleksandr Ditjatin 1-1-0 Vladimir Markelov 1-1-0 Eugen Mack 1-1-0 Eduard Steinemann 1-0-3 Heikki Savolainen 1-0-2 Einari Teräsvirta 1-0-1 Zhang Chenglong 1-0-1 Paavo Aaltonen 1-0-1 Kalevi Laitinen 1-0-1 Olavi Rove 1-0-1 Aleksanteri Saarvala 1-0-1 Nikolaj Krjoekov 1-0-1 Aleksej Nemov 1-0-1 Jevgeni Podgorny 1-0-1 / Igor Korobtsjinski 1-0-1 / Grigori Misjoetin 1-0-1 / Roestam Sjaripov 1-0-1 Hans Grieder 1-0-1 August Güttinger 1-0-1 Otto Pfister | 0-2-0 Li Xiaoshuang 0-2-0 Sergej Diomidov 0-2-0 Viktor Klimenko 0-2-0 Viktor Lisitsky 0-2-0 Mikhail Voronin 0-2-0 Michael Reusch 0-2-0 Josef Stalder 0-2-0 Melchior Thalmann 0-1-1 Liu Yang 0-1-1 Xiao Ruoteng 0-1-1 Zou Jingyuan 0-1-1 Roland Brückner 0-1-1 Lutz Mack 0-1-1 Michael Nikolay 0-1-1 Eugène Cordonnier 0-1-1 Léon Delsarte 0-1-1 Arthur Hermann 0-1-1 André Higelin 0-1-1 Aleksandr Svetlitsjny 0-0-3 Klaus Köste 0-0-2 Matthias Brehme 0-0-2 Siegfried Fülle 0-0-2 Wolfgang Klotz 0-0-2 Peter Weber 0-0-2 Onni Lappalainen 0-0-2 Berndt Lindfors 0-0-2 Mauri Nyberg-Noroma 0-0-2 Veikko Pakarinen 0-0-2 Martti Uosikkinen 0-0-2 Yukio Iketani 0-0-2 Daisuke Nishikawa |

## Vrouwen

### Balk
| Editie | Goud | Goud                         | Zilver  | Zilver                     | Brons   | Brons                         |
| ------ | ---- | ---------------------------- | ------- | -------------------------- | ------- | ----------------------------- |
| 1952   | URS  | Nina Botsjarova              | URS     | Marija Gorochovskaja       | HUN     | Margit Korondi                |
| 1956   | HUN  | Ágnes Keleti                 | TCH URS | Eva Bosáková Tamara Manina |         |                               |
| 1960   | TCH  | Eva Bosáková                 | URS     | Larissa Latynina           | URS     | Sofia Moeratova               |
| 1964   | TCH  | Věra Čáslavská               | URS     | Tamara Manina              | URS     | Larissa Latynina              |
| 1968   | URS  | Natalja Koetsjinskaja        | TCH     | Věra Čáslavská             | URS     | Larisa Petrik                 |
| 1972   | URS  | Olga Korboet                 | URS     | Tamara Lazakovitsj         | GDR     | Karin Janz                    |
| 1976   | ROU  | Nadia Comăneci               | URS     | Olga Korboet               | ROU     | Teodora Ungureanu             |
| 1980   | ROU  | Nadia Comăneci               | URS     | Jelena Davydova            | URS     | Natalja Sjaposjnikova         |
| 1984   | ROU  | Simona Păucă Ecaterina Szabo |         |                            | USA     | Kathy Johnson                 |
| 1988   | ROU  | Daniela Silivaș              | URS     | Jelena Sjoesjoenova        | USA ROU | Phoebe Mills Gabriela Potorac |
| 1992   | EUN  | Tetjana Lysenko              | CHN USA | Lu Li Shannon Miller       |         |                               |
| 1996   | USA  | Shannon Miller               | UKR     | Lilija Podkopajeva         | ROU     | Gina Gogean                   |
| 2000   | CHN  | Liu Xuan                     | RUS     | Jekaterina Lobaznjoek      | RUS     | Jelena Prodoenova             |
| 2004   | ROU  | Cătălina Ponor               | USA     | Carly Patterson            | ROU     | Alexandra Eremia              |
| 2008   | USA  | Shawn Johnson                | USA     | Nastia Liukin              | CHN     | Cheng Fei                     |
| 2012   | CHN  | Deng Linlin                  | CHN     | Sui Lu                     | USA     | Alexandra Raisman             |
| 2016   | NED  | Sanne Wevers                 | USA     | Lauren Hernandez           | USA     | Simone Biles                  |
| 2020   | CHN  | Guan Chenchen                | CHN     | Tang Xijing                | USA     | Simone Biles                  |
| 2024   | ITA  | Alice D'Amato                | CHN     | Zhou Yaqin                 | ITA     | Manila Esposito               |

| Land | Goud | Zilver | Brons |
| ---- | ---- | ------ | ----- |
| ROU  | 6    | 0      | 4     |
| URS  | 3    | 8      | 4     |
| CHN  | 3    | 4      | 1     |
| USA  | 2    | 4      | 5     |
| TCH  | 2    | 2      | 0     |
| HUN  | 1    | 0      | 1     |
| ITA  | 1    | 0      | 1     |
| EUN  | 1    | 0      | 0     |
| NED  | 1    | 0      | 0     |
| RUS  | 0    | 1      | 1     |
| UKR  | 0    | 1      | 0     |
| GDR  | 0    | 0      | 1     |

Meervoudige medaillewinnaars
| Succesvolste                                                                                         | Meervoudige                                                   |
| --- | ------------------------------------------------------------- |
| 2-0-0 Nadia Comăneci 1-1-0 Eva Bosáková 1-1-0 Věra Čáslavská 1-1-0 Olga Korboet 1-1-0 Shannon Miller | 0-2-0 Tamara Manina 0-1-1 Larissa Latynina 0-0-2 Simone Biles |

### Brug ongelijk
| Editie | Goud    | Goud                         | Zilver  | Zilver                     | Brons       | Brons                                    |
| ------ | ------- | ---------------------------- | ------- | -------------------------- | ----------- | ---------------------------------------- |
| 1952   | HUN     | Margit Korondi               | URS     | Marija Gorochovskaja       | HUN         | Ágnes Keleti                             |
| 1956   | HUN     | Ágnes Keleti                 | URS     | Larissa Latynina           | URS         | Sofia Moeratova                          |
| 1960   | URS     | Polina Astachova             | URS     | Larissa Latynina           | URS         | Tamara Ljoechina                         |
| 1964   | URS     | Polina Astachova             | HUN     | Katalin Makray             | URS         | Larissa Latynina                         |
| 1968   | TCH     | Věra Čáslavská               | GDR     | Karin Janz                 | URS         | Zinaida Voronina                         |
| 1972   | GDR     | Karin Janz                   | URS GDR | Olga Korboet Erika Zuchold |             |                                          |
| 1976   | ROU     | Nadia Comăneci               | ROU     | Teodora Ungureanu          | HUN         | Márta Egervári                           |
| 1980   | GDR     | Maxi Gnauck                  | ROU     | Emilia Eberle              | URS GDR ROU | Maria Filatova Steffi Kräker Melita Rühn |
| 1984   | CHN USA | Ma Yanhong Julianne McNamara |         |                            | USA         | Mary Lou Retton                          |
| 1988   | ROU     | Daniela Silivaș              | GDR     | Dagmar Kersten             | URS         | Jelena Sjoesjoenova                      |
| 1992   | CHN     | Lu Li                        | EUN     | Tatjana Goetsoe            | USA         | Shannon Miller                           |
| 1996   | RUS     | Svetlana Chorkina            | CHN USA | Bi Wenjing Amy Chow        |             |                                          |
| 2000   | RUS     | Svetlana Chorkina            | CHN     | Ling Jie                   | CHN         | Yang Yun                                 |
| 2004   | FRA     | Émilie Le Pennec             | USA     | Terin Humphrey             | USA         | Courtney Kupets                          |
| 2008   | CHN     | He Kexin                     | USA     | Nastia Liukin              | CHN         | Yang Yilin                               |
| 2012   | RUS     | Alia Moestafina              | CHN     | He Kexin                   | GBR         | Elizabeth Tweddle                        |
| 2016   | RUS     | Alia Moestafina              | USA     | Madison Kocian             | GER         | Sophie Scheder                           |
| 2020   | BEL     | Nina Derwael                 | ROC     | Anastasija Iljankova       | USA         | Sunisa Lee                               |
| 2024   | ALG     | Kaylia Nemour                | CHN     | Qiu Qiyuan                 | USA         | Sunisa Lee                               |

| Land | Goud | Zilver | Brons |
| ---- | ---- | ------ | ----- |
| RUS  | 4    | 0      | 0     |
| CHN  | 3    | 4      | 2     |
| URS  | 2    | 4      | 6     |
| GDR  | 2    | 3      | 1     |
| ROU  | 2    | 2      | 1     |
| HUN  | 2    | 1      | 2     |
| USA  | 1    | 4      | 5     |
| ALG  | 1    | 0      | 0     |
| BEL  | 1    | 0      | 0     |
| FRA  | 1    | 0      | 0     |
| TCH  | 1    | 0      | 0     |
| EUN  | 0    | 1      | 0     |
| ROC  | 0    | 1      | 0     |
| GER  | 0    | 0      | 1     |

Meervoudige medaillewinnaars
| Succesvolste | Meervoudige                             |
| --- | --------------------------------------- |
| 2-0-0 Polina Astachova 2-0-0 Svetlana Chorkina 2-0-0 Alia Moestafina 1-1-0 He Kexin 1-1-0 Karin Janz 1-0-1 Ágnes Keleti | 0-2-1 Larissa Latynina 0-0-2 Sunisa Lee |

### Sprong
| Editie | Goud    | Goud                               | Zilver  | Zilver                                 | Brons   | Brons                      |
| ------ | ------- | ---------------------------------- | ------- | -------------------------------------- | ------- | -------------------------- |
| 1952   | URS     | Jekaterina Kalintsjoek             | URS     | Marija Gorochovskaja                   | URS     | Galina Minaitsjeva         |
| 1956   | URS     | Larissa Latynina                   | URS     | Tamara Manina                          | SWE HUN | Ann-Sofi Colling Olga Tass |
| 1960   | URS     | Margarita Nikolajeva               | URS     | Sofia Moeratova                        | URS     | Larissa Latynina           |
| 1964   | TCH     | Věra Čáslavská                     | URS EUA | Larissa Latynina Birgit Radochla       |         |                            |
| 1968   | TCH     | Věra Čáslavská                     | GDR     | Erika Zuchold                          | URS     | Zinaida Voronina           |
| 1972   | GDR     | Karin Janz                         | GDR     | Erika Zuchold                          | URS     | Ljoedmila Toerisjtsjeva    |
| 1976   | URS     | Nelli Kim                          | GDR URS | Carola Dombeck Ljoedmila Toerisjtsjeva |         |                            |
| 1980   | URS     | Natalja Sjaposjnikova              | GDR     | Steffi Kräker                          | ROU     | Melita Rühn                |
| 1984   | ROU     | Ecaterina Szabo                    | USA     | Mary Lou Retton                        | ROU     | Lavinia Agache             |
| 1988   | URS     | Svetlana Boginskaja                | ROU     | Gabriela Potorac                       | ROU     | Daniela Silivaș            |
| 1992   | ROU HUN | Lavinia Miloşovici Henrietta Ónodi |         |                                        | EUN     | Tetjana Lysenko            |
| 1996   | ROU     | Simona Amânar                      | CHN     | Mo Huilan                              | ROU     | Gina Gogean                |
| 2000   | RUS     | Jelena Zamolodtsjikova             | ROU     | Andreea Răducan                        | RUS     | Jekaterina Lobaznjoek      |
| 2004   | ROU     | Monica Roșu                        | USA     | Annia Hatch                            | RUS     | Anna Pavlova               |
| 2008   | PRK     | Jong Un Hong                       | GER     | Oksana Tsjoesovitina                   | CHN     | Cheng Fei                  |
| 2012   | ROU     | Sandra Izbașa                      | USA     | McKayla Maroney                        | RUS     | Maria Paseka               |
| 2016   | USA     | Simone Biles                       | RUS     | Maria Paseka                           | SUI     | Giulia Steingruber         |
| 2020   | BRA     | Rebeca Andrade                     | USA     | MyKayla Skinner                        | KOR     | Yeo Seo-jeong              |
| 2024   | USA     | Simone Biles                       | BRA     | Rebeca Andrade                         | USA     | Jade Carey                 |

| Land | Goud | Zilver | Brons |
| ---- | ---- | ------ | ----- |
| URS  | 6    | 5      | 4     |
| ROU  | 5    | 2      | 4     |
| USA  | 2    | 4      | 1     |
| TCH  | 2    | 0      | 0     |
| GDR  | 1    | 4      | 0     |
| RUS  | 1    | 1      | 3     |
| BRA  | 1    | 1      | 0     |
| HUN  | 1    | 0      | 1     |
| PRK  | 1    | 0      | 0     |
| CHN  | 0    | 1      | 1     |
| EUA  | 0    | 1      | 0     |
| GER  | 0    | 1      | 0     |
| EUN  | 0    | 0      | 1     |
| KOR  | 0    | 0      | 1     |
| SUI  | 0    | 0      | 1     |
| SWE  | 0    | 0      | 1     |

Meervoudige medaillewinnaars
| Succesvolste                                                                        | Meervoudige                                                          |
| ----------------------------------------------------------------------------------- | -------------------------------------------------------------------- |
| 2-0-0 Věra Čáslavská 2-0-0 Simone Biles 1-1-1 Larissa Latynina 1-1-0 Rebeca Andrade | 0-2-0 Erika Zuchold 0-1-1 Maria Paseka 0-1-1 Ljoedmila Toerisjtsjeva |

### Vloer
| Editie | Goud    | Goud                          | Zilver | Zilver                    | Brons       | Brons                                          |
| ------ | ------- | ----------------------------- | ------ | ------------------------- | ----------- | ---------------------------------------------- |
| 1952   | HUN     | Ágnes Keleti                  | URS    | Marija Gorochovskaja      | HUN         | Margit Korondi                                 |
| 1956   | HUN URS | Ágnes Keleti Larissa Latynina |        |                           | ROU         | Elena Leuştean                                 |
| 1960   | URS     | Larissa Latynina              | URS    | Polina Astachova          | URS         | Tamara Ljoechina                               |
| 1964   | URS     | Larissa Latynina              | URS    | Polina Astachova          | HUN         | Anikó Jánosiné Ducza                           |
| 1968   | TCH URS | Věra Čáslavská Larisa Petrik  |        |                           | URS         | Natalja Koetsjinskaja                          |
| 1972   | URS     | Olga Korboet                  | URS    | Ljoedmila Toerisjtsjeva   | URS         | Tamara Lazakovitsj                             |
| 1976   | URS     | Nelli Kim                     | URS    | Ljoedmila Toerisjtsjeva   | ROU         | Nadia Comăneci                                 |
| 1980   | ROU URS | Nadia Comăneci Nelli Kim      |        |                           | GDR URS     | Maxi Gnauck Natalja Sjaposjnikova              |
| 1984   | ROU     | Ecaterina Szabo               | USA    | Julianne McNamara         | USA         | Mary Lou Retton                                |
| 1988   | ROU     | Daniela Silivaș               | URS    | Svetlana Boginskaja       | BUL         | Diana Doedeva                                  |
| 1992   | ROU     | Lavinia Miloşovici            | HUN    | Henrietta Ónodi           | ROU EUN USA | Cristina Bontaş Tatjana Goetsoe Shannon Miller |
| 1996   | UKR     | Lilija Podkopajeva            | ROU    | Simona Amânar             | USA         | Dominique Dawes                                |
| 2000   | RUS     | Jelena Zamolodtsjikova        | RUS    | Svetlana Chorkina         | ROU         | Simona Amânar                                  |
| 2004   | ROU     | Cătălina Ponor                | ROU    | Nicoleta Daniela Șofronie | ESP         | Patricia Moreno                                |
| 2008   | ROU     | Sandra Izbașa                 | USA    | Shawn Johnson             | USA         | Nastia Liukin                                  |
| 2012   | USA     | Alexandra Raisman             | ROU    | Cătălina Ponor            | RUS         | Alia Moestafina                                |
| 2016   | USA     | Simone Biles                  | USA    | Alexandra Raisman         | GBR         | Amy Tinkler                                    |
| 2020   | USA     | Jade Carey                    | ITA    | Vanessa Ferrari           | ROC JPN     | Angelina Melnikova Mai Murakami                |
| 2024   | BRA     | Rebeca Andrade                | USA    | Simone Biles              | ROU         | Ana Bărbosu                                    |

| Land | Goud | Zilver | Brons |
| ---- | ---- | ------ | ----- |
| URS  | 7    | 6      | 4     |
| ROU  | 6    | 3      | 5     |
| USA  | 3    | 4      | 4     |
| HUN  | 2    | 1      | 2     |
| RUS  | 1    | 1      | 1     |
| BRA  | 1    | 0      | 0     |
| TCH  | 1    | 0      | 0     |
| UKR  | 1    | 0      | 0     |
| ITA  | 0    | 1      | 0     |
| BUL  | 0    | 0      | 1     |
| ESP  | 0    | 0      | 1     |
| EUN  | 0    | 0      | 1     |
| GBR  | 0    | 0      | 1     |
| GDR  | 0    | 0      | 1     |
| JPN  | 0    | 0      | 1     |
| RUS  | 0    | 0      | 1     |
| ROC  | 0    | 0      | 1     |

Meervoudige medaillewinnaars
| Succesvolste | Meervoudige                                                              |
| --- | ------------------------------------------------------------------------ |
| 3-0-0 Larissa Latynina 2-0-0 Ágnes Keleti 2-0-0 Nelli Kim 1-1-0 Cătălina Ponor 1-1-0 Simone Biles 1-1-0 Alexandra Raisman 1-0-1 Nadia Comăneci | 0-2-0 Polina Astachova 0-2-0 Ljoedmila Toerisjtsjeva 0-1-1 Simona Amânar |

### Meerkamp
| Editie | Goud | Goud                    | Zilver  | Zilver                     | Brons | Brons                            |
| ------ | ---- | ----------------------- | ------- | -------------------------- | ----- | -------------------------------- |
| 1952   | URS  | Marija Gorochovskaja    | URS     | Nina Botsjarova            | HUN   | Margit Korondi                   |
| 1956   | URS  | Larissa Latynina        | HUN     | Ágnes Keleti               | URS   | Sofia Moeratova                  |
| 1960   | URS  | Larissa Latynina        | URS     | Sofia Moeratova            | URS   | Polina Astachova                 |
| 1964   | TCH  | Věra Čáslavská          | URS     | Larissa Latynina           | URS   | Polina Astachova                 |
| 1968   | TCH  | Věra Čáslavská          | URS     | Zinaida Voronina           | URS   | Natalja Koetsjinskaja            |
| 1972   | URS  | Ljoedmila Toerisjtsjeva | GDR     | Karin Janz                 | URS   | Tamara Lazakovitsj               |
| 1976   | ROU  | Nadia Comăneci          | URS     | Nelli Kim                  | URS   | Ljoedmila Toerisjtsjeva          |
| 1980   | URS  | Jelena Davydova         | ROU GDR | Nadia Comăneci Maxi Gnauck |       |                                  |
| 1984   | USA  | Mary Lou Retton         | ROU     | Ecaterina Szabo            | ROU   | Simona Păucă                     |
| 1988   | URS  | Jelena Sjoesjoenova     | ROU     | Daniela Silivaș            | URS   | Svetlana Boginskaja              |
| 1992   | EUN  | Tatjana Goetsoe         | USA     | Shannon Miller             | ROU   | Lavinia Miloşovici               |
| 1996   | UKR  | Lilija Podkopajeva      | ROU     | Gina Gogean                | ROU   | Simona Amânar Lavinia Miloşovici |
| 2000   | ROU  | Simona Amânar           | ROU     | Maria Olaru                | CHN   | Liu Xuan                         |
| 2004   | USA  | Carly Patterson         | RUS     | Svetlana Chorkina          | CHN   | Nan Zhang                        |
| 2008   | USA  | Nastia Liukin           | USA     | Shawn Johnson              | CHN   | Yang Yilin                       |
| 2012   | USA  | Gabrielle Douglas       | RUS     | Viktoria Komova            | RUS   | Alia Moestafina                  |
| 2016   | USA  | Simone Biles            | USA     | Alexandra Raisman          | RUS   | Alia Moestafina                  |
| 2020   | USA  | Sunisa Lee              | BRA     | Rebeca Andrade             | ROC   | Angelina Melnikova               |
| 2024   | USA  | Simone Biles            | BRA     | Rebeca Andrade             | USA   | Sunisa Lee                       |

| Land | Goud | Zilver | Brons |
| ---- | ---- | ------ | ----- |
| URS  | 6    | 5      | 7     |
| USA  | 7    | 3      | 1     |
| ROU  | 2    | 5      | 4     |
| TCH  | 2    | 0      | 0     |
| EUN  | 1    | 0      | 0     |
| UKR  | 1    | 0      | 0     |
| RUS  | 0    | 2      | 2     |
| BRA  | 0    | 2      | 0     |
| GDR  | 0    | 2      | 0     |
| HUN  | 0    | 1      | 1     |
| CHN  | 0    | 0      | 3     |
| ROC  | 0    | 0      | 1     |

Meervoudige medaillewinnaars
| Succesvolste | Meervoudige |
| --- | --- |
| 2-1-0 Larissa Latynina 2-0-0 Věra Čáslavská 2-0-0 Simone Biles 1-1-0 Nadia Comăneci 1-0-1 Simona Amânar 1-0-1 Ljoedmila Toerisjtsjeva 1-0-1 Sunisa Lee | 0-2-0 Rebeca Andrade 0-1-1 Sofia Moeratova 0-0-2 Polina Astachova 0-0-2 Alia Moestafina 0-0-2 Lavinia Miloşovici |

### Meerkamp, team
| Editie | Goud | Goud | Zilver | Zilver | Brons | Brons |
| ------ | ---- | --- | ------ | --- | ----- | --- |
| 1928   | NED  | Stella Agsteribbe Mien van den Berg Alie van den Bos Petronella Burgerhof Elka de Levie Lea Nordheim Ans Polak Petronella van Randwijk Riek van Rumt Judikje Simons Co Stelma Annie van der Vegt | ITA    | Bianca Ambrosetti Lavinia Gianoni Luigina Giavotti Virginia Giorgi Germana Malabarba Clara Marangoni Luigina Perversi Diana Pizzavini Luisa Tanzini Carolina Tronconi Ines Vercesi Rita Vittadini | GBR   | Annie Broadbent Lucy Desmond Margaret Hartley Amy Jagger Isobel Judd Jessie Kite Marjorie Moreman Edith Pickles Ethel Seymour Ada Smith Hilda Smith Doris Woods |
|        |      | |        | |       | |
| 1936   | GER  | Anita Bärwirth Erna Bürger Isolde Frölian Friedl Iby Trudi Meyer Paula Pöhlsen Julie Schmitt Käthe Sohnemann                                                                                     | TCH    | Marie Bajerová Vlasta Děkanová Božena Dobešová Vlasta Foltová Anna Hřebřinová Matylda Palfyová Zdeňka Veřmiřovská Marie Větrovská                                                                 | HUN   | Margit Csillik Margit Kalocsai Ilona Madary Gabriella Mészáros Margit Nagy Olga Tőrös Judit Tóth Eszter Voit                                                    |
| 1948   | TCH  | Zdeňka Honsová Marie Kovářová Miloslava Misáková Milena Müllerová Věra Růžičková Olga Šilhánová Božena Srncová Zdeňka Veřmiřovská                                                                | HUN    | Erzsébet Balázs Anna Fehér Irén Kárpáti-Karcsics Erzsébet Gulyás-Köteles Margit Sándorné Nagy Olga Tass Edit Vásárhelyi-Weckinger Mária Zalainé Kövi                                              | USA   | Ladislava Bakanic Marian Barone Dorothy Dalton Meta Elste Consetta Lenz Helen Schifano Clara Schroth Anita Simonis                                              |
| 1952   | URS  | Nina Botsjarova Pelageja Danilova Medeja Dzjoegeli Marija Gorochovskaja Jekaterina Kalintsjoek Galina Minaitsjeva Galina Oerbanovitsj Galina Sjamrai                                             | HUN    | Andrea Bodó Irén Daruháziné-Karcsics Erzsébet Gulyás-Köteles Ágnes Keleti Margit Korondi Edit Perényiné-Vásárhelyi Olga Tass Mária Zalainé Kövi                                                   | TCH   | Hana Bobková Alena Chadimová Jana Rabasová Alena Reichová Matylda Šínová Božena Srncová Věra Vančurová Eva Věchtová                                             |
| 1956   | URS  | Polina Astachova Ljoedmila Jegorova Lidia Kalinina Larissa Latynina Tamara Manina Sofia Moeratova                                                                                                | HUN    | Andrea Bodó Erzsébet Gulyás Ágnes Keleti Alíz Kertész Margit Korondi Olga Tass | ROU   | Georgeta Hurmuzachi Sonia Inovan Elena Leuştean Elena Mărgărit Elena Săcălici Emilia Vătăşoiu                                                                   |
| 1960   | URS  | Polina Astachova Lidia Ivanova Larissa Latynina Tamara Ljoechina Sofia Moeratova Margarita Nikolajeva                                                                                            | TCH    | Věra Čáslavská Eva Bosáková Matylda Matoušková Hana Růžičková Ludmila Švédová Adolfina Tačová | ROU   | Sonia Inovan Atanasia Ionescu Elena Leuştean Emilia Liţă Elena Niculescu Uta Poreceanu                                                                          |
| 1964   | URS  | Polina Astachova Ljoedmila Gromova Larissa Latynina Tamara Manina Jelena Voltsjetskaja Tamara Zamotailova                                                                                        | TCH    | Věra Čáslavská Mária Krajčírová Jana Posnerová Hana Růžičková Jaroslava Sedláčková Adolfína Tkačíková                                                                                             | JPN   | Toshiko Aihara Ginko Chiba Keiko Ikeda Taniko Nakamura Kiyoko Ono Hiroko Tsuji                                                                                  |
| 1968   | URS  | Ljoebov Boerda Olga Karasjova Natalja Koetsjinskaja Larisa Petrik Ljoedmila Toerisjtsjeva Zinaida Voronina                                                                                       | TCH    | Věra Čáslavská Mária Krajčírová Jana Kubičková Hana Lišková Bohumila Řimnáčová Miroslava Skleničková                                                                                              | GDR   | Maritta Bauerschmidt Karin Janz Marianne Noack Magdalena Schmidt Ute Starke Erika Zuchold                                                                       |
| 1972   | URS  | Ljoebov Boerda Tamara Lazakovitsj Olga Korboet Antonina Kosjel Elvira Saadi Ljoedmila Toerisjtsjeva                                                                                              | GDR    | Irene Abel Karin Janz Angelika Hellmann Richarda Schmeißer Christine Schmitt Erika Zuchold | HUN   | Ilona Békési Mónika Császár Márta Kelemen Anikó Kéry Krisztina Medveczky Zsuzsanna Nagy                                                                         |
| 1976   | URS  | Maria Filatova Svetlana Grozdova Nelli Kim Olga Korboet Elvira Saadi Ljoedmila Toerisjtsjeva | ROU    | Mariana Constantin Nadia Comăneci Georgeta Gabor Anca Grigoraș Gabriela Truşca Teodora Ungureanu                                                                                                  | GDR   | Carola Dombeck Gitta Escher Kerstin Gerschau Angelika Hellmann Marion Kische Steffi Kräker                                                                      |
| 1980   | URS  | Jelena Davydova Maria Filatova Nelli Kim Jelena Naimoesjina Natalja Sjaposjnikova Stella Zacharova                                                                                               | ROU    | Nadia Comăneci Rodica Dunka Emilia Eberle Cristina Grigoraș Melita Rühn Dumitriţa Turner | GDR   | Maxi Gnauck Silvia Hindorff Steffi Kräker Katharina Rensch Karola Sube Birgit Süß                                                                               |
| 1984   | ROU  | Lavinia Agache Laura Cutina Cristina Grigoraș Simona Păucă Mihaela Stănuleț Ecaterina Szabo | USA    | Pamela Bileck Michelle Dusserre Kathy Johnson Julianne McNamara Mary Lou Retton Tracee Talavera                                                                                                   | CHN   | Chen Yongyan Huang Qun Ma Yanhong Wu Jiani Zhou Ping Zhou Qiurui                                                                                                |
| 1988   | URS  | Svetlana Baitova Svetlana Boginskaja Natalja Lasjtsjenova Jelena Sjevtsjenko Jelena Sjoesjoenova Olga Strazjeva                                                                                  | ROU    | Aurelia Dobre Eugenia Golea Celestina Popa Gabriela Potorac Daniela Silivaș Camelia Voinea | GDR   | Gabriele Fähnrich Martina Jentsch Dagmar Kersten Ulrike Klotz Bettina Schieferdecker Dörte Thümmler                                                             |
| 1992   | EUN  | Svetlana Boginskaja Rozalija Galijeva Tatjana Goetsoe Jelena Groedneva Tetjana Lysenko Oksana Tsjoesovitina                                                                                      | ROU    | Cristina Bontaş Gina Gogean Vanda Hădărean Lavinia Miloşovici Maria Neculiţă Mirela Paşca | USA   | Wendy Bruce Dominique Dawes Shannon Miller Betty Okino Kerri Strug Kim Zmeskal                                                                                  |
| 1996   | USA  | Amanda Borden Amy Chow Dominique Dawes Shannon Miller Dominique Moceanu Jaycie Phelps Kerri Strug                                                                                                | RUS    | Svetlana Chorkina Jelena Dolgopolova Rozalija Galijeva Jelena Grosjeva Jevgenija Koeznetsova Dina Kotsjetkova Oksana Ljapina                                                                      | ROU   | Simona Amânar Gina Gogean Ionela Loaieş Alexandra Marinescu Lavinia Miloşovici Mirela Ţugurlan                                                                  |
| 2000   | ROU  | Simona Amânar Loredana Boboc Andreea Isărescu Maria Olaru Claudia Presăcan Andreea Răducan | RUS    | Svetlana Chorkina Anastassia Kolesnikova Jekaterina Lobaznjoek Jelena Prodoenova Anna Tsjepeleva Jelena Zamolodtsjikova                                                                           | USA   | Elise Ray Amy Chow Kristin Maloney Dominique Dawes Tasha Schwikert-Warren Jamie Dantzscher                                                                      |
| 2004   | ROU  | Oana Ban Alexandra Eremia Cătălina Ponor Monica Roșu Nicoleta Daniela Șofronie Silvia Stroescu                                                                                                   | USA    | Mohini Bhardwaj Annia Hatch Terin Humphrey Courtney Kupets Courtney McCool Carly Patterson | RUS   | Svetlana Chorkina Liudmila Ezhova Maria Krioutchkova Anna Pavlova Jelena Zamolodtsjikova Natalia Ziganchina                                                     |
| 2008   | CHN  | Cheng Fei Deng Linlin He Kexin Jiang Yuyuan Li Shanshan Yang Yilin | USA    | Shawn Johnson Nastia Liukin Chellsie Memmel Samantha Peszek Alicia Sacramone Bridget Sloan | ROU   | Andreea Acatrinei Gabriela Dragoi Andreea Grigore Sandra Izbașa Steliana Nistor Anamaria Tamirjan                                                               |
| 2012   | USA  | Gabrielle Douglas McKayla Maroney Alexandra Raisman Kyla Ross Jordyn Wieber | RUS    | Ksenia Afanasyeva Anastasia Grishina Viktoria Komova Alia Moestafina Maria Paseka | ROU   | Diana Bulimar Diana Maria Chelaru Larisa Iordache Sandra Izbașa Cătălina Ponor                                                                                  |
| 2016   | USA  | Simone Biles Gabrielle Douglas Lauren Hernandez Madison Kocian Alexandra Raisman | RUS    | Angelina Melnikova Alia Moestafina Maria Paseka Daria Spiridonova Seda Toetchalian | CHN   | Fan Yilin Mao Yi Shang Chunsong Tan Jiaxin Wang Yan |
| 2020   | ROC  | Lilia Achajmova Viktoria Listoenova Angelina Melnikova Vladislava Oerazova | USA    | Simone Biles Jordan Chiles Sunisa Lee Grace McCallum | GBR   | Jennifer Gadirova Jessica Gadirova Alice Kinsella Amelie Morgan                                                                                                 |
| 2024   | USA  | Simone Biles Jade Carey Jordan Chiles Sunisa Lee Hezly Rivera | ITA    | Angela Andreoli Alice D'Amato Manila Esposito Elisa Iorio Giorgia Villa | BRA   | Rebeca Andrade Jade Barbosa Lorrane Oliveira Flávia Saraiva Júlia Soares                                                                                        |

| Land | Goud | Zilver | Brons |
| ---- | ---- | ------ | ----- |
| URS  | 9    | 0      | 0     |
| USA  | 4    | 4      | 2     |
| ROU  | 3    | 4      | 5     |
| TCH  | 1    | 4      | 1     |
| CHN  | 1    | 0      | 3     |
| EUN  | 1    | 0      | 0     |
| GER  | 1    | 0      | 0     |
| NED  | 1    | 0      | 0     |
| ROC  | 1    | 0      | 0     |
| RUS  | 0    | 4      | 1     |
| HUN  | 0    | 3      | 2     |
| ITA  | 0    | 2      | 0     |
| GDR  | 0    | 1      | 4     |
| GBR  | 0    | 0      | 2     |
| BRA  | 0    | 0      | 1     |
| JPN  | 0    | 0      | 1     |

Meervoudige medaillewinnaars
| Succesvolste | Meervoudige |
| --- | --- |
| 3-0-0 Polina Astachova 3-0-0 Larissa Latynina 3-0-0 Ljoedmila Toerisjtsjeva 2-1-0 Simone Biles 2-0-0 Ljoebov Boerda 2-0-0 Maria Filatova 2-0-0 Nelli Kim 2-0-0 Olga Korboet 2-0-0 Tamara Manina 2-0-0 Sofia Moeratova 2-0-0 Elvira Saadi 2-0-0 / Svetlana Boginskaja 2-0-0 Gabrielle Douglas 2-0-0 Alexandra Raisman 1-1-0 / Rozalija Galijeva 1-1-0 Cristina Grigoraș 1-1-0 / Angelina Melnikova 1-1-0 Jordan Chiles 1-1-0 Sunisa Lee 1-0-2 Dominique Dawes 1-0-1 Simona Amânar 1-0-1 Cătălina Ponor 1-0-1 Božena Srncová 1-0-1 Zdeňka Veřmiřovská 1-0-1 Shannon Miller 1-0-1 Kerri Strug | 0-3-0 Erzsébet Gulyás-Köteles 0-3-0 Olga Tass 0-3-0 Věra Čáslavská 0-2-1 Svetlana Chorkina 0-2-0 Andrea Bodó 0-2-0 Ágnes Keleti 0-2-0 Margit Korondi 0-2-0 Mária Zalainé Kövi 0-2-0 Nadia Comăneci 0-2-0 Alia Moestafina 0-2-0 Maria Paseka 0-2-0 Mária Krajčírová 0-2-0 Hana Růžičková 0-1-1 Angelika Hellmann 0-1-1 Karin Janz 0-1-1 Erika Zuchold 0-1-1 Gina Gogean 0-1-1 Lavinia Miloşovici 0-1-1 Jelena Zamolodtsjikova 0-0-2 Steffi Kräker 0-0-2 Sonia Inovan 0-0-2 Sandra Izbașa 0-0-2 Elena Leuştean |

## Afgevoerde onderdelen

### 1896-1956
| Editie  | Onderdeel                   | Goud   | Goud | Zilver                                              | Zilver | Brons                                               | Brons |
| Mannen  | Mannen                      | Mannen | Mannen | Mannen                                              | Mannen | Mannen                                              | Mannen |
| ------- | --------------------------- | ------ | --- | --------------------------------------------------- | --- | --------------------------------------------------- | --- |
| 1896    | Brug, team                  | GER    | Conrad Böcker Alfred Flatow Gustav Flatow Georg Hillmar Fritz Hofmann Fritz Manteuffel Karl Neukirch Richard Röstel Gustav Schuft Carl Schuhmann Hermann Weingärtner | GRE                                                 | Nikolaos Andriakopoulos Spyros Athanasopoulos Petros Persakis Thomas Xenakis | GRE                                                 | Ioannis Chrysafis Filippos Karvelas Dimitrios Loundras Ioannis Mitropoulos |
| 1896    | Rekstok, team               | GER    | Conrad Böcker Alfred Flatow Gustav Flatow Georg Hillmar Fritz Hofmann Fritz Manteuffel Karl Neukirch Richard Röstel Gustav Schuft Carl Schuhmann Hermann Weingärtner | niet uitgereikt (er nam alleen een Duits team deel) | niet uitgereikt (er nam alleen een Duits team deel) | niet uitgereikt (er nam alleen een Duits team deel) | niet uitgereikt (er nam alleen een Duits team deel) |
| 1896    | Touwklimmen                 | GRE    | Nikolaos Andriakopoulos | GRE                                                 | Thomas Xenakis | GER                                                 | Fritz Hofmann |
|         |                             |        | |                                                     | |                                                     | |
| 1904    | Touwklimmen                 | USA    | George Eyser | USA                                                 | Charles Krause | USA                                                 | Emil Voigt |
| 1904    | Driekamp                    | SUI    | Adolf Spinnler | USA                                                 | Julius Lenhart | USA                                                 | Wilhelm Weber |
| 1904    | Knotszwaaien                | USA    | Edward Hennig | USA                                                 | Emil Voigt | USA                                                 | Ralph Wilson |
| 1904    | Toestellen meerkamp         | USA    | Anton Heida | USA                                                 | George Eyser | USA                                                 | William Merz |
|         |                             |        | |                                                     | |                                                     | |
| 1912    | Vrij systeem, team          | NOR    | Isak Abrahamsen Hans Beyer Hartmann Bjørnsen Alfred Engelsen Bjarne Johnsen Sigurd Jørgensen Knud Knudsen Alf Lie Rolf Lie Tor Lund Per Mathiesen Petter Martinsen Jacob Opdahl Nils Opdahl Bjarne Pettersen Frithjof Sælen Øistein Schirmer Georg Selenius Sigvard Sivertsen Robert Sjursen Einar Strøm Gabriel Thorstensen Thomas Thorstensen Nils Voss                                | FIN                                                 | Kaarlo Ekholm Eino Forsström Eero Hyvärinen Mikko Hyvärinen Tauno Ilmoniemi Ilmari Keinänen Hjalmari Kivenheimo Karl Fredrik Lund Aarne Pelkonen Ilmari Pernaja Arvid Rydman Eino Saastamoinen Aarne Salovaara Heikki Sammallathi Hannes Sirola Klaus Suomela Lauri Tanner Väinö Tiiri Kaarlo Vähämäki Kaarlo Vasama | DEN                                                 | Aksel Andersen Hjalmar Andersen Halvor Birch Hermann Grimmelmann Aage Hansen Arvor Hansen Christian Hansen Charles Jensen Hjalmar Johansen Poul Jørgensen Carl Juul-Pedersen Carl Krebs Vigo Meulengracht Madsen Lukas Nielsen Rikard Nordstrøm Steen Olsen Oluf Olsson Kristian Pedersen Niels Petersen Christian Svendsen                                   |
| 1912    | Zweeds systeem, team        | SWE    | Per Bertilsson Carl-Ehrenfried Carlberg Nils Granfelt Curt Hartzell Oswald Holmberg Anders Hylander Axel Janse Anders Kullberg Sven Landberg Per Nilsson Benkt Norelius Axel Norling Daniel Norling Sven Rosén Nils Silfverskiöld Carl Silfverstrand John Sörenson Yngve Stiernspetz Carl-Erik Svensson Karl Johan Svensson Knut Torell Edvard Wennerholm Claës-Axel Wersäll David Wiman | DEN                                                 | Søren Christensen Ingvald Eriksen Georg Falcke Torkild Garp Hans Hansen Johannes Hansen Rasmus Hansen Jens Jensen Søren Jensen Valdemar Jensen Bøggild Karl Kirk Jens Kirkegaard Olaf Kjems Carl Larsen Jens Laursen Marius Lefevre Povl Mark Einar Olsen Hans Pedersen Hans E. Pedersen Olaf Pedersen Peder Pedersen Jørgen Ravn Aksel Sørensen Søren Thorborg Kristen Vadgaard Peder Villemoes Andersen Johannes Vinther | NOR                                                 | Arthur Amundsen Jørgen Andersen Trygve Bøyesen Georg Brustad Conrad Christensen Oscar Engelstad Marius Eriksen Aksel Hansen Peter Hol Eugene Ingebretsen Olaf Ingebretsen Olof Jacobsen Erling Jensen Thor Jensen Fritjof Olsen Oscar Olstad Edvin Paulsen Carl Pedersen Paul Pedersen Rolf Roback Sigurd Smebye Thorleif Thorkildsen                         |
|         |                             |        | |                                                     | |                                                     | |
| 1920    | Vrij systeem, team          | DEN    | Georg Albertsen Rudolf Andersen Viggo Dibbern Aage Frandsen Hugo Helsten Harry Holm Herold Jansson Robert Johnsen Christian Juhl Vilhelm Lange Svend Madsen Peder Marcussen Peder Møller Niels Turin Nielsen Steen Olsen Møller Pedersen Hans Rønne Harry Sørensen Christian Thomas Knud Vermehren                                                                                       | NOR                                                 | Alf Aaning Karl Aas Jørgen Andersen Gustav Bayer Jørgen Bjørnstad Asbjørn Bodahl Eilert Bøhm Trygve Boyesen Ingolf Davidsen Håkon Endreson Jacob Erstad Harald Færstad Hermann Helgesen Peter Hol Otto Johannesen John Johansen Torbjørn Kristofferson Henrik Nielsen Jacob Opdahl Arthur Rydstrøm Frithjof Sælen Bjørn Skjærpe Wilhelm Steffensen Olav Sundal Reidar Tønsberg Lauritz Wigand-Larsen                       | niet uitgereikt (er namen twee teams deel)          | niet uitgereikt (er namen twee teams deel) |
| 1920    | Zweeds systeem, team        | SWE    | Fausto Acke Albert Andersson Arvid Andersson-Holtman Helge Bäckander Bengt Bengtsson Fabian Biörck Erik Charpentier Sture Ericsson Konrad Granström Helge Gustafsson Åke Häger Ture Hedman Sven Johnson Sven-Olof Jonsson Karl Lindahl Edmund Lindmark Bengt Morberg Frans Persson Klas Särner Curt Sjöberg Gunnar Söderlindh John Sörenson Alf Svensén Gösta Törner                     | DEN                                                 | Johannes Birk Frede Hansen Frederik Hansen Kristian Hansen Hans Hovgaard Aage Jørgensen Alfred Jørgensen Alfred E. Jørgensen Arne Jørgensen Knud Kirkeløkke Jens Lambaek Kristian Larsen Kristian Madsen Niels Christian Nielsen Niels Erik Nielsen Hans Pedersen Johannes Pedersen Peter Pedersen Rasmus Rasmussen Dynes Sneftrup Hans Drigstrup Sørensen Hans Laurids Sørensen Larsen Sørensen Aage Walther Georg West   | BEL                                                 | Paul Arets Léon Bronckaert Léopold Clabots Jean Claessens Léon Darrien Lucien Dehoux Ernest Deleu Emil Duboisson Ernest Dureuil Joseph Fiems Marcel Hansen Louis Henin Omer Hoffman Félix Logiest Charles Marschalcke René Paenhuysen Arnold Pierrot René Pinchart Gaspar Pirotte Augusten Pluyes Léopold Son Edouard Taeymans Pierre Thitiar Henri Verhavert |
|         |                             |        | |                                                     | |                                                     | |
| 1924    | Touwklimmen                 | TCH    | Bedřich Šupčík | FRA                                                 | Albert Séguin | SUI TCH                                             | August Güttinger Ladislav Vácha |
| 1924    | Zijwaartse sprong           | FRA    | Albert Séguin | FRA                                                 | François Gangloff Jean Gounot |                                                     | |
|         |                             |        | |                                                     | |                                                     | |
| 1932    | Touwklimmen                 | USA    | Raymond Bass | USA                                                 | William Galbraith | USA                                                 | Thomas Connelly |
| 1932    | Indiaanse knotsen           | USA    | George Roth | USA                                                 | Philip Erenberg | USA                                                 | William Kuhlemeier |
| 1932    | Salto's                     | USA    | Rowland Wolfe | USA                                                 | Edward Gross | USA                                                 | William Herrmann |
| Vrouwen |                             |        | |                                                     | |                                                     | |
| 1952    | Draagbaar gereedschap, team | SWE    | Evy Berggren Vanja Blomberg Ann-Sofi Colling Karin Lindberg Hjördis Nordin Göta Pettersson Gun Röring Ingrid Sandahl | URS                                                 | Nina Botsjarova Pelageja Danilova Medeja Dzjoegeli Marija Gorochovskaja Jekaterina Kalintsjoek Galina Minaitsjeva Galina Oerbanovitsj Galina Sjamrai | HUN                                                 | Andrea Bodó Irén Daruháziné-Karcsics Ágnes Keleti Margit Korondi Erzsébet Gulyás-Köteles Edit Perényiné-Vásárhelyi Olga Tass Mária Zalainé Kövi |
|         |                             |        | |                                                     | |                                                     | |
| 1956    | Draagbaar gereedschap, team | HUN    | Andrea Bodó Erzsébet Gulyás Ágnes Keleti Alíz Kertész Margit Korondi Olga Tass | SWE                                                 | Evy Berggren Ann-Sofi Colling Doris Hedberg Maude Karlén Karin Lindberg Eva Rönström | URS                                                 | Polina Astachova Ljoedmila Jegorova Lidia Kalinina Larissa Latynina Tamara Manina Sofia Moeratova |
| 1956    | Draagbaar gereedschap, team | HUN    | Andrea Bodó Erzsébet Gulyás Ágnes Keleti Alíz Kertész Margit Korondi Olga Tass | SWE                                                 | Evy Berggren Ann-Sofi Colling Doris Hedberg Maude Karlén Karin Lindberg Eva Rönström | POL                                                 | Dorota Jokiel Natalia Kot Danuta Nowak-Stachow Helena Rakoczy Barbara Ślizowska Lidia Szczerbińska |

Athene 1896 · 
Parijs 1900 · 
St. Louis 1904 · 
Londen 1908 · 
Stockholm 1912 · 
Antwerpen 1920 · 
Parijs 1924 · 
Amsterdam 1928 · 
Los Angeles 1932 · 
Berlijn 1936 · 
Londen 1948 · 
Helsinki 1952 · 
Melbourne 1956 · 
Rome 1960 · 
Tokio 1964 · 
Mexico-stad 1968 · 
München 1972 · 
Montréal 1976 · 
Moskou 1980 · 
Los Angeles 1984 · 
Seoel 1988 · 
Barcelona 1992 · 
Atlanta 1996 · 
Sydney 2000 · 
Athene 2004 · 
Peking 2008 · 
Londen 2012 · 
Rio de Janeiro 2016 ·
Tokio 2020 ·
Parijs 2024 ·
Los Angeles 2028
Medaillewinnaars: Ritmische gymnastiek · Trampolinespringen · Turnen